# کره شمالی
کرهٔ شمالی (به کره‌ای: 북한) با نام رسمی جمهوری دموکراتیک خلق کره (به کره‌ای: 조선민주주의인민공화국) کشوری در شرق آسیاست. این کشور نیمهٔ شمالی شبه‌جزیرهٔ کره را در بر می‌گیرد و با چین و روسیه در شمال از طریق رودخانه‌های یالو (امتاک) و تومن؛ و کره جنوبی در جنوب از طریق منطقهٔ غیرنظامی کره همسایه است. مرز کرهٔ شمالی با کرهٔ جنوبی مورد مناقشه است زیرا هر دو کشور ادعای مالکیت کل شبه‌جزیرهٔ کره را دارند. دریای زرد مرز غربی کرهٔ شمالی و دریای ژاپن مرز شرقی آن است. کرهٔ شمالی، مانند همتای جنوبی خود، ادعا می‌کند که دولت قانونی کل شبه‌جزیرهٔ کره و جزایر مجاور است. پیونگ‌یانگ پایتخت و بزرگ‌ترین شهر این کشور است.
تاریخچهٔ کرهٔ کنونی با تأسیس گوجوسان در سال ۲۳۳۳ قبل از میلاد توسط پادشاه افسانه‌ای دانگون آغاز می‌شود، اما هیچ مدرک باستان‌شناسی و مکتوبی از این دوره یافت نشده است. نخستین سلسله‌ای که بدون کمک‌های خارجی و با توان داخلی توانست سه پادشاهی کره را متحد و زیر یک پرچم بیاورد ته‌جو وانگ گون با برپایی سلسله گوریو (۹۱۸–۱۳۹۲) بود. پس از آن سلسلهٔ چوسان (۱۳۹۲–۱۸۹۷) سرزمین کره را اداره کرد. در سال ۱۸۹۷، پادشاه گوجونگ امپراتوری کره را تأسیس کرد که در سال ۱۹۱۰ توسط امپراتوری ژاپن الحاق شد. در سال ۱۹۴۵، پس از تسلیم ژاپن در پایان جنگ جهانی دوم، کره در امتداد خط ۳۸ موازی به دو منطقه تقسیم شد؛ بخش شمالی توسط اتحاد جماهیر شوروی و بخش جنوبی توسط ایالات متحده اشغال گردید.
در سال ۱۹۴۸، دولت‌های جداگانه‌ای در کره تشکیل شدند: جمهوری دموکراتیک خلق کره به رهبری سوسیالیست‌ها و همسو با شوروی در شمال و جمهوری کره با رویکرد سرمایه‌داری و همسو با غرب در جنوب. جنگ کره با حملهٔ نیروهای کره شمالی در سال ۱۹۵۰ به کره جنوبی آغاز شد. در ۱۹۵۳، توافقنامهٔ آتش‌بس کره، منجر به ترک تخاصم و تأسیس منطقه‌ای غیرنظامی شد اما هیچ معاهدهٔ صلح رسمی تا به حال امضا نشده است. کرهٔ شمالی پس از جنگ از کمک‌های اقتصادی و نیروی متخصص سایر کشورهای بلوک شرق بهره‌مند شد. با این حال، کیم ایل سونگ، نخستین رهبر کرهٔ شمالی، فلسفهٔ شخصی خود یعنی «جوچه» را به عنوان ایدئولوژی دولتی ترویج کرد. انزوای بین‌المللی پیونگ‌یانگ از دههٔ ۱۹۸۰ و با پایان یافتن جنگ سرد شدت گرفت. سقوط شوروی در سال ۱۹۹۱ کاهش شدید سطح اقتصاد کره شمالی را به همراه داشت. از ۱۹۹۴ تا ۱۹۹۸، کرهٔ شمالی با قحطی بزرگی روبرو شد که بین ۲۴۰٬۰۰۰ تا ۴۲۰٬۰۰۰ نفر را به کام مرگ کشاند. شهروندان کرهٔ شمالی همچنان از سوء تغذیه رنج می‌برند. در سال ۲۰۲۴، کرهٔ شمالی رسماً تلاش‌ها برای وحدت صلح آمیز شبه جزیرهٔ کره را پایان داد.
کرهٔ شمالی یک دیکتاتوری توتالیتر با کیش شخصیتی وسیع در اطراف خانوادهٔ کیم است. سازمان عفو بین‌الملل این کشور را دارای بدترین وضعیت حقوق بشر در جهان می‌داند. به‌طور رسمی، کره شمالی یک «دولت سوسیالیست مستقل» است که انتخابات دموکراتیک برگزار می‌کند. با این حال، ناظران خارجی انتخابات را ناعادلانه، غیررقابتی و از پیش تعیین شده توصیف کرده‌اند، مشابه انتخابات در اتحاد جماهیر شوروی. حزب کارگران کره، حزب حاکم کره شمالی است و جبههٔ دموکراتیک برای وحدت مجدد کره را رهبری می‌کند. طبق مادهٔ ۳ قانون اساسی، کیم ایل سونگیسم-کیم جونگ ایلیسم ایدئولوژی رسمی کره شمالی است. ابزارهای تولید از طریق شرکت‌های دولتی و مزارع جمعی در مالکیت دولت هستند. اکثر خدمات مانند مراقبت‌های بهداشتی، آموزش، مسکن و تولید مواد غذایی یارانه‌ای یا دولتی هستند.
کره شمالی پیروی سیاست سونگون است که ارتش خلق کره را در امور دولتی و تخصیص منابع در اولویت قرار می‌دهد. این کشور دارای سلاح‌های هسته‌ای است. نیروهای فعال آن با ۱٫۲۸ میلیون سرباز چهارمین نیروی بزرگ در جهان است. کره شمالی علاوه بر عضویت در سازمان ملل متحد از سال ۱۹۹۱، عضو جنبش عدم تعهد و گروه ۷۷ نیز هست.

## نام‌شناسی

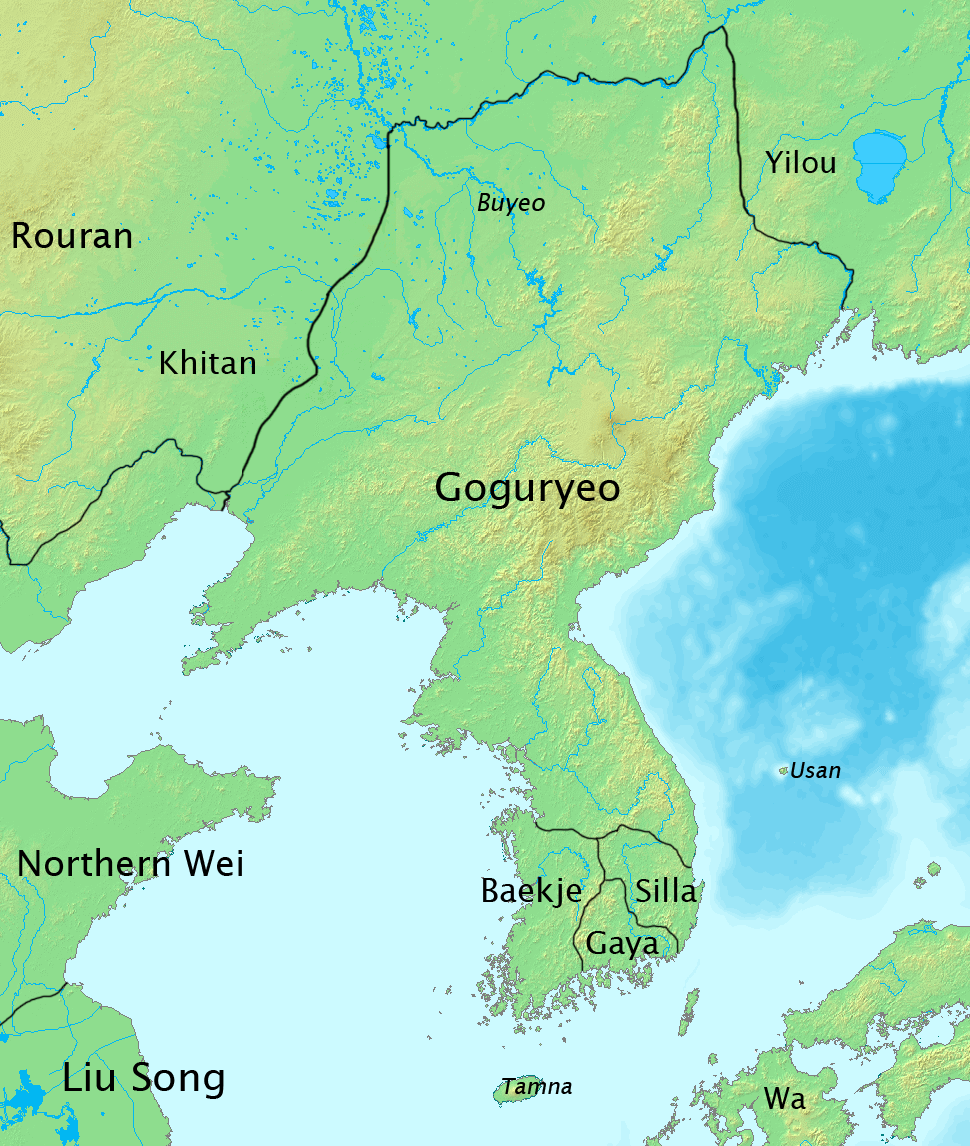
نام کره برگرفته از گوگوریو که کریو, هم نوشته می‌شود، است.

بعد از تقسیم کره به دو بخش شمالی و جنوبی، دو طرف برای اصطلاحات مختلفی برای کره به کار بردند: در کره شمالی از چوسون (조선) و در کره جنوبی از هانگوک (한국) استفاده می‌شود. در سال ۱۹۴۸، کره شمالی نام رسمی خود را جمهوری دموکراتیک خلق کره (کره‌ای: 조선민주주의인민공화국, Chosŏn Minjujuŭi Inmin Konghwaguk; ) اعلام کرد. در جهان خارج، به دلیل کنترل این دولت بر بخش شمالی شبه جزیرهٔ کره، کشور عمدتاً با نام کره شمالی شناخته می‌شود تا از کره جنوبی — جمهوری کره — متمایز شود. هر دو دولت خود را دولت قانونی کل کره می‌دانند. به همین دلیل، مردم شمال خود را «کره‌ای‌های شمالی» نمی‌دانند، بلکه کره‌ای‌هایی در کشوری تقسیم‌شده و در کنار هموطنان‌شان در جنوب می‌بینند. از بازدیدکنندگان خارجی خواسته می‌شود از به کار بردن اصطلاح «کره‌ای شمالی» خودداری کنند.

## تاریخ

### پیدایش
تاریخ کره به عصر برنز بر می‌گردد. در سال ۱۹۴ پیش از میلاد یک سردار فراری چینی به نام ویمن قدرت را در این منطقه به دست گرفت؛ ولی چندی نینجامید که دودمان هان در چین، حکومت وی را سرنگون ساخت و کره جزئی از امپراتوری چین شد. کره در ۱۰۸ پیش از میلاد به چهار مستعمره مجزای چین تقسیم شد.

### دولت‌های سلطنتی و رواج آیین بودا
تا پیش از سال صدم میلادی سه دولت سلطنتی در شبه جزیره کره تشکیل یافتند که عبارت بودند از: امپراتوری گوگوریو، پادشاهی بکجه،  پادشاهی شیلا  و کنفدراسیون گایا. در همین برهه سه پادشاهی کره که بخش باستان از تاریخ آن است آئین بودائی رواج یافت. پس از اینکه دولت شیلا موفق شد بخاطر حمله ارتش تانگ از کشور چین بر بکجه و گوگوریو(فقط تا رود ته‌دونگ)که بخش کوچکی از شمال کره می‌شود نه کل آن، مسلط گردد،بدین ترتیب دوران سه پادشاهی قدیم تمام شد،پس از آن گوریو به رهبری ته‌جو وانگ گان موفق می‌شود کره را به اتحاد واقعی سه پادشاهی برساند بدون آنکه از خارجی ها طلب کند و زیر بار استعمار روند.و از این پس ملت کره تا زمان اشغال ژاپن فقط تحت حکومت گوریو و چوسان درآمد.

### دودمان گوریو و حمله مغول‌ها
در سال ۹۱۸ میلادی فرمانروایی به نام تجو وانگ گان توانست حکومت واحدی را در شبه جزیره کره تشکیل دهد و نامش را به تبعیت از گوگوریو، گوریو گذاشت (چون خاندان «گو» از نسل پادشاه جومونگ بنیان‌گذار گوگوریو حاکم نبود و ملت کره به قصد احیای گوگوریو قیام کرده بود، نظریهٔ دیگری از مورخان می‌گوید نام گوگوریو از اواسط حیات آن تا پایان به گوریو تغییر یافته و این عیناً همان است. نام «کره» از گوریو می‌باشد). علت این قیام ظلم دهشتناک اواخر زمامداری حکومت شیلا به همراه اشراف سیاسی و حکام محلی بر عامهٔ مردم بود اما این حکومت نیز چندی بعد همچنان تحت نفوذ اعیان و اشراف ایالات مختلف که حتی بخش حداقلی از آن از همان خاندانهای ظالم حاکم بر شیلا محسوب می‌شدند قرار گرفت.
از اواخر قرن دهم تا اوایل قرن یازدهم چهار بار جنگ بزرگی بین گوریو و خیتان رخ داد، باوجود شکستهای اولیه و آتش زدن پایتخت اما درنهایت گوریو آنان را شکست داد و بیرون کرد. حکومت گوریو تا سال ۱۳۹۲ به طول انجامید؛ در طول قرن سیزدهم میلادی قوم مغول همزمان با دهه‌ها جنگ سخت و صلح، کشور را تصرف کرد و به دنبال آن آئین کنفوسیوس در کره رواج یافت و کم‌کم جای آئین بودا را گرفت. در سال ۱۲۶۰ حکومت مغولان پایان یافت و حکومت گوریو دوباره برقرار شد اما یوان که از همان مغولان سابق بودند تا یک قرن دیگر بر امور گوریو اعمال قدرت و دخالت می‌کردند تا نابودی یوان توسط مینگ؛ زمامداری قریب به پانصد ساله گوریو بر کره، اکثر تاریخ میانهٔ آن را در کنار اوایل حکومت چوسان تشکیل می‌دهد.

### پادشاهی چوسان
پیروان دین کنفوسیوس به تدریج در دستگاه‌های دولتی راه یافتند و سرانجام در سال ۱۳۹۲ میلادی به ریاست ارتشبد تائجو چوسان به حکومت گوریو پایان دادند و از این زمان پادشاهی چوسان تا سال ۱۸۹۷ کنترل کشور را در دست گرفت. ۲۶ پادشاه در طی حکومت این سلسله به قدرت رسیدند و پایتخت آنان شهر هان‌یانگ (سئول امروزی) بود.
در قرون پانزدهم و شانزدهم کره از نظر علمی و فرهنگی به پیشرفت‌های شایانی رسید. در زمان حکومت این امپراتوری آئین کنفوسیوس رسمیت یافت.

#### حمله‌های دیگر کشورها
در سال ۱۵۹۲ ژاپنی‌ها به کره لشکرکشی کردند ولی حکومت با کمک چینی‌ها حمله آنان را دفع کرد. در اوایل قرن هفدهم کره تابع دولت چین شد ولی چنان از رابطه با دیگر کشورهای خارجی ابا داشت که به کشور (پادشاهی) منزوی معروف شد.
در قرن نوزدهم استثمار مردم توسط اشراف شدت گرفت. از نیمه دوم همان قرن علاقه کشور ژاپن به این سرزمین جلب شد. در سال ۱۸۷۶ سرانجام بندرها کره بر روی کشتی‌های تجارتی خارجی گشوده شد. این امر با انعقاد یا معاهده تجاری اجباری با ژاپن صورت گرفت و کمی بعد آمریکا و کشورهای اروپایی وارد داد و ستد با کره شدند. این عمل نهایتاً منجر به دخالت دولت خارجی در امور داخلی کره شد.

### دوران حکومت ژاپن

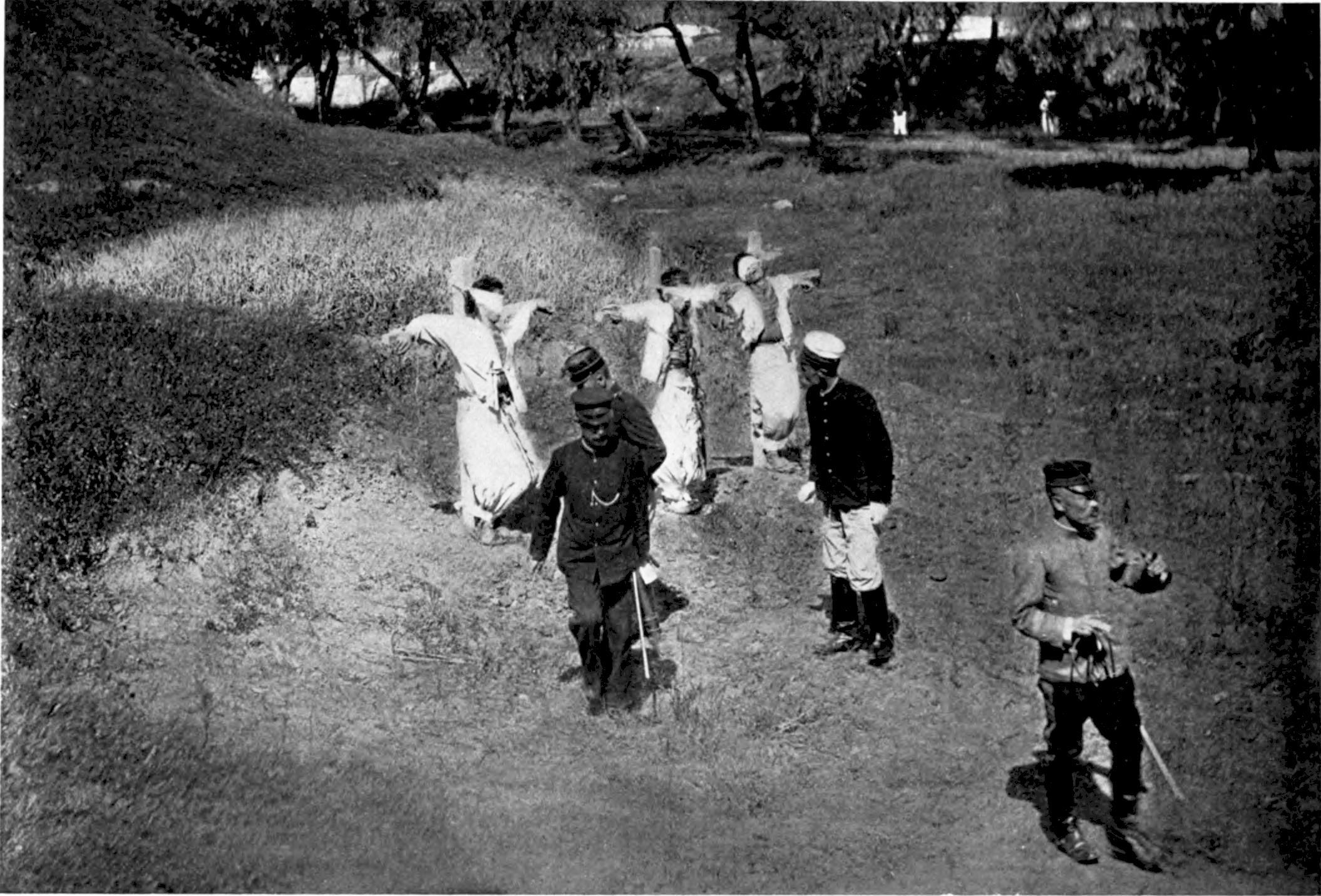
تیرباران سه کره‌ای به خاطر تخریب راه‌آهن در واکنش به تعرض ژاپنی‌ها به کشورشان بدون پرداخت هزینه به مردم محلی

پس از پیروزی‌های ژاپن در نخستین جنگ با دودمان چینگ در چین (۱۸۹۴ تا ۱۸۹۵) (بخشی از نخستین جنگ چین و ژاپن) و جنگ با امپراتوری روسیه (۱۹۰۴ تا ۱۹۰۵) (بخشی از جنگ روسیه و ژاپن) کره به کلی تحت استیلای ژاپن قرار گرفت. حتی بین ۱۸۸۹ تا ۱۹۱۰ حکومتی به نام امپراطوری کره با نفوذ امپراتوری روسیه در این کشور پدید آمد. گوجونگ کره امپراتور کره خواست با اعزام هیئتی به دیوان بین‌المللی دادگستری در لاهه، کشور خود را از زیر نفوذ کشور ژاپن بیرون بیاورد؛ ولی با کشف این موضوع مجبور به استعفا شد و پسرش سانجونگ کره آخرین امپراتور دودمان یی به پادشاهی رسید.
در بین سال‌های ۱۹۰۵ تا ۱۹۱۰ میلادی مبارزه ضد حکومت ژاپنی‌ها ادامه داشت. در سال ۱۹۱۰ میلادی کشور کره رسماً به امپراتوری ژاپن ضمیمه شد. ژاپن صنایع جدید و ترابری ریلی را در آنجا احداث کرد اما این امر نتوانست جلوی آزادی‌طلبی کره‌ای‌ها را بگیرد.
در اوایل مارس ۱۹۱۹ میلادی به دنبال مرگ آخرین امپراتور کره، یک گردهمایی عظیم با شرکت ۲ میلیون تَن در سئول برگزار شد و طی آن کره‌ای‌ها خواستار استقلال شدند. در طی این گردهمایی برخوردهای خونینی میان قوای ژاپنی و مزدوران کره‌ای آن‌ها با اجتماع کنندگان صورت گرفت که منجر به کشتن و زخمی شدن ۲۳۰۰۰ تن و دستگیری بیش از ۴۷۰۰۰ تن شد. در ماه آوریل همان سال رهبران استقلال‌طلبان، از جمله سینگمان ری آن چانگ هوو کیم کو دولت موقت کره را در شهر شانگهای چین تشکیل دادند. ژاپنی‌ها با نهایت قدرت استیلای خود را بر کره ادامه داده و سرمایه‌دارانش به غارت این سرزمین شدت بخشیدند.

### جنگ جهانی دوم
در زمان جنگ دوم چین و ژاپن و جنگ جهانی دوم پایه‌های نفوذ ژاپن در کره به سستی گرائید. در ابتدای جنگ‌ها که شانگهای به تصرف ژاپن درآمد دولت موقت کره از آنجا متواری شد. در طی جنگ جهانی دوم، دولت‌های آمریکا، چین و بریتانیا به مردم کره وعده استقلال دادند. نیروهای استقلال طلب کره‌ای در سراسر چین پخش شدند و در سال ۱۹۴۲ میلادی به ژاپن اعلام جنگ دادند. این نیروها با نیروهای متفقین در کره همکاری کرده و تا زمان تسلیم ژاپن در سال ۱۹۴۵ میلادی به جنگ ادامه دادند.

### تقسیم کره
در فوریه و ژانویه سال ۱۹۴۵ میلادی به ترتیب کنفرانس‌های بین‌المللی یالتا و پوتسدام تشکیل و کره به دو قسمت شمالی و جنوبی تقسیم شد. قسمت شمالی در تصرف شوروی و قسمت جنوبی در تصرف آمریکا بود. مدار ۳۸ درجه شمالی نیز تا زمان اتحاد مجدد به عنوان مرز دو کره تعیین شد؛ ولی همکاری دو دولت عملی نبود؛ زیرا در ناحیه شمال رهبری را کمونیست‌ها به عهده داشتند و در جنوب طرفداران غرب بر سر کار بودند. عاقبت در سال ۱۹۴۸ تقسیم کره به دو کشور صورت رسمی یافت و دو حکومت کره شمالی (جمهوری دمکراتیک خلق کره) و کره جنوبی (جمهوری کره) بر قرار شد.

### استقلال

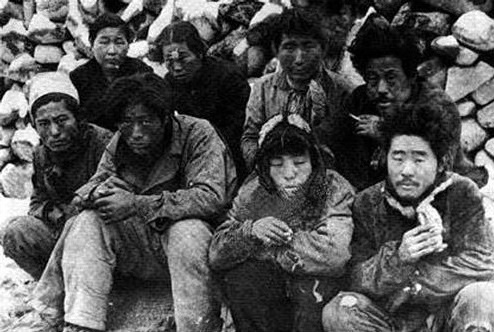
مظنونان به طرفداری از کمونیسم پیش از اعدام در ماه مه ۱۹۴۸ پس از قیام ججو

کره شمالی در سال ۱۹۴۵ مستقل شده و روز ملی آن ۹ سپتامبر، روز تأسیس حکومت در سال ۱۹۴۸ است. تا اواسط سال ۱۹۴۹ میلادی سربازان خارجی از هر دو کره خارج شده بودند. کره شمالی دارای حکومت کمونیستی به رهبری کیم ایل-سونگ شد که پس از مرگ او پسرش کیم جونگ-ایل رهبری کره را به عهده گرفت و پس از مرگ پسرش، هم‌اکنون کوچک‌ترین نوه‌اش رهبری این کشور را بر عهده دارد.

### جنگ کره

#### آغاز جنگ با حمله کره شمالی
در ۲۵ ژوئن سال ۱۹۵۰ میلادی کره شمالی به کره جنوبی حمله‌ور شد. هفت لشکر پیاده و یک تیپ تانک عملیات را آغاز کردند. سازمان ملل متحد دست به کار شد و در همان روز شورای امنیت سازمان ملل متحد بدون حضور شوروی که جلسه را به دلیل دادن کرسی چین به تایوان تحریم کرده بود قطعنامه‌ای را تصویب کرد که طی آن خواستار توقف جنگ و عقب‌نشینی کره شمالی به شمال مدار ۳۸ درجه شد. در ۲۷ ژوئن ۱۹۵۰ شورای امنیت سازمان ملل متحد به پیشنهاد آمریکا تصویب کرد که نیروهای چند دولت عضو آن سازمان جهت مقابله با حمله کره شمالی به کره جنوبی بشتابند. به دنبال این تصمیم آمریکا و ۱۵ کشور دیگر نیروهای نظامی خود را برای شرکت در جنگ اعزام داشتند. ژنرال پنج ستاره ارتش آمریکا داگلاس مک‌آرتور تا سال ۱۹۵۱ فرماندهی نیروهای سازمان ملل را به عهده داشت. در این مدت نیروهای کره شمالی با سرعت زیادی در حال پیشروی در خاک کره جنوبی بودند.

#### ورود غرب به جنگ
در روز ۲۸ ژوئن، سئول به دست نیروهای کره شمالی، سقوط کرد. پنج روز پس از حمله تردیدی باقی نماند که شکست نهایی از آن نیروهای کره جنوبی و متحدانش به خصوص آمریکا است. از این رو آمریکا سواحل کره را محاصره کرده و شروع به بمباران مناطق صنعتی و مسکونی کره شمالی نمود. در تمام این مدت، تلفات سنگینی به متحدین وارد می‌شد تا این‌که نیروهای تازه‌نفس وارد جنگ شدند. در هفته‌های آغاز جنگ، نیروهای کره جنوبی و آمریکا به اطراف شهر بوسان در منتهای جنوب شرقی شبه‌جزیره کره عقب رانده شده بودند. به تدریج میزان نیروهای آمریکایی افزوده شد تا حدی که ورق به ضرر کره شمالی برگشت. در روز ۱۵ سپتامبر ۱۹۵۰ نیروهای آمریکایی در اینچئون واقع در ساحل غربی کره جنوبی پیاده شده و طی حمله‌ای برق‌آسا شهر سئول را اشغال کردند. سایر قوای متحدین نیز دست به تعرض زده و کمونیست‌ها به سوی شمال عقب‌نشینی کردند. قوای سازمان ملل به سوی نواحی شمالی پیش رفتند و در روز ۱۰ اکتبر شهر پیونگ‌یانگ پایتخت کره شمالی به دست آنان افتاد. در شانزدهم اکتبر نیروهای کره جنوبی به مرز منچوری یا همان رود یالو رسیدند و ظاهراً پیروزی برای آنان تکمیل شده بود.

#### ورود چین به جنگ
چین کمونیست به عنوان دفاع از مرزهای خود و به دلیل این که خود هدف بعدی نباشد در صحنه نبرد به نفع کره شمالی وارد شد. سربازان چینی در آغاز به صورت داوطلب در جبهه‌ها حضور داشتند اما لشکرهای منظم آنان بعدها وارد عمل شدند و در ماه نوامبر ۱۹۵۰ ضربات شدیدی بر نیروهای آمریکایی وارد آوردند. از همین ماه عقب‌نشینی سپاهیان سازمان ملل آغاز شد و ادامه یافت. تا روز سوم دسامبر ۱۹۵۲ سئول بار دیگر به دست نیروهای چینی و کره شمالی افتاد. حمله متقابل نیروهای آمریکایی سرانجام موجب تسلط دوباره آنان در بیست و هفتم آوریل سال ۱۹۵۲ بر سئول شد. در این میان، ژنرال داگلاس مک‌آرتور از فرماندهی متحد برکنار شد و ارتشبد متیو ریجوی جانشین وی شد (دلیل این عمل، طرح مک آرتور برای بمباران اتمی مرز چین با کره شمالی به خاطر جلوگیری از ورود سیل سربازان چینی بود). به دنبال آخرین حمله تعرضی کمونیست‌ها که در ۱۶ مه ۱۹۵۳ صورت گرفت و سئول سقوط کرد نیروهای سازمان ملل به حمله نهایی دست زده و سئول را دوباره اشغال کردند. از ماه ژوئن تلاش برای مذاکره میان طرفین آغاز شد. با این حال جنگ‌های کوچکی همچنان در جریان بود که تلفات سنگینی بر جای نهاد. در این مدت تنها سربازان چین به یک حمله شدید دست زدند.

#### مذاکرات
مذاکرات ترک مخاصمه ادامه یافت و سرانجام در ۲۷ ژوئیه ۱۹۵۳ پیمان آتش‌بس جنگ کره امضاء شد. لازم است ذکر شود که هیچ‌گاه پیمان صلحی میان این دوکشور امضا نشد و دو کشور تا به امروز در حالت جنگ هستند.

#### خسارات
وضع دو کره نسبتاً به همان وضع سابق ماند. این جنگ، خرابی‌ها و خسارات و تلفات فراوان به بار آورد و بسیاری از تأسیسات صنعتی و شهرها در ضمن آن ویران شد. تلفات نیروهای سازمان ملل و کره جنوبی به ۷۴۰۰۰ کشته (۵۴۲۴۶ آمریکایی) و ۲۵۰۰۰۰ زخمی (۱۰۳۲۸۴ آمریکایی) و ۸۳۰۰۰ (اکثر آمریکایی) مفقودالاثر و اسیر رسید. تعداد کشته شدگان و زخمیان چینی ۹۰۰۰۰ تن و کره شمالی نیز ۵۲۰۰۰ تن بوده است. در ضمن حدود ۴۰۰۰۰۰ غیرنظامی نیز در طی این جنگ کشته شدند.
در این جنگ ۵ میلیون نفر نظامی و غیرنظامی جان خود را از دست دادند.

### پس از جنگ
در دهه‌های ۵۰ و ۶۰ پس از جنگ، کره شمالی تغییری ایدئولوژیک به خود دید، زیرا کیم ایل سونگ به دنبال تحکیم قدرتش بود. کیم ایل سونگ منتقد تند نخست‌وزیر شوروی، نیکیتا خروشچف و سیاست‌های «استالین‌زدایی» او بود و از انتقادات چینی‌ها به خروشچف حمایت می‌کرد. در حادثهٔ جناح اوت ۱۹۵۶، کیم ایل سونگ با موفقیت در برابر تلاش‌های اتحاد جماهیر شوروی و چین برای برکناری وی به نفع «کره‌ای‌های شوروی» یا جناح طرفدار چین «یان‌آن» مقاومت کرد. برخی از مورخان معتقدند که حادثهٔ اوت ۱۹۵۶ نمونه‌ای از نمایش استقلال سیاسی کره شمالی است. با این حال، اکثر پژوهشگران تاریخ استقلال واقعی کره شمالی را خروج نهایی نیروهای چینی از این کشور در اکتبر ۱۹۵۸ می‌دانند. در اواخر دهه ۱۹۵۰ و اوایل دهه ۱۹۶۰، کره شمالی سعی کرد با رهبری جنبش عدم تعهد و ترویج ایدئولوژی «جوچه» خود را در سطح بین‌المللی از چین و شوروی متمایز کند. در سیاست‌گذاری ایالات متحده، کره شمالی از جمله «ملل اسیر» محسوب می‌شد. با وجود تلاش‌های کشور برای خروج از حوزه نفوذ شوروی و چین، در طول جنگ سرد با هر دو کشور نزدیک بود.
به صنعت بیش از سایر بخش‌های کره شمالی توجه نشان داده می‌شد. تولید صنعتی تا سال ۱۹۵۷ به سطح قبل از جنگ بازگشته بود. در سال ۱۹۵۹، روابط با ژاپن تا حدودی بهبود یافت و کره شمالی به شهروندان ژاپنی ساکن این کشور اجازهٔ بازگشت داد. در همان سال، کره شمالی اقدام به افزایش ارزش واحد پول خود کرد که ارزش بیشتری نسبت به همتای جنوبی داشت. تا دهه ۱۹۶۰، رشد اقتصادی بالاتر از کره جنوبی و سرانه تولید ناخالص ملی کره شمالی تا سال ۱۹۷۶ با همسایه جنوبی برابر بود. با این حال، در دهه ۱۹۸۰، رکود اقتصادی شروع شد. این رکود از سال ۱۹۸۷ آغاز شده بود و پس از فروپاشی اتحاد جماهیر شوروی در سال ۱۹۹۱، زمانی که تمام کمک‌های شوروی به‌طور ناگهانی متوقف شدند، اقتصاد کره شمالی تقریباً به‌طور کامل سقوط کرد.
مطالعه‌ای داخلی در سازمان سیا به دستاوردهای مختلف دولت کره شمالی پس از جنگ اذعان کرده است: مراقبت دلسوزانه از یتیمان جنگی و کودکان به‌طور کلی، بهبود شدید وضعیت زنان، مسکن رایگان، مراقبت‌های بهداشتی رایگان و آمارهای بهداشتی به ویژه در زمینه امید به زندگی و مرگ و میر نوزادان که تا زمان قحطی کره شمالی با پیشرفته‌ترین کشورها قابل مقایسه بود. امید به زندگی در شمال قبل از قحطی ۷۲ سال بود، فقط کمی کمتر از جنوب. این کشور زمانی به داشتن نظام مراقبت‌های بهداشتی نسبتاً پیشرفته می‌بالید. کره شمالی قبل از قحطی دارای شبکه‌ای از حدود ۴۵٬۰۰۰ پزشک عمومی با تقریباً ۸۰۰ بیمارستان و ۱۰۰۰ کلینیک بود.
صلح نسبی بین شمال و جنوب پس از آتش‌بس با درگیری‌های مرزی، ربایش افراد مشهور و سوء قصدهای متعدد از بین رفت. شمال در چندین سوء قصد به رهبران کره جنوبی مانند سال ۱۹۶۸، ۱۹۷۴ و بمب‌گذاری رانگون در ۱۹۸۳ شکست خورد. تونل‌هایی در زیر منطقه غیرنظامی کشف شد و حادثهٔ قتل با تبر در پانمونجوم در ۱۹۷۶ تنش‌ها را افزایش داد. برای تقریباً دو دهه پس از جنگ، دو کشور به دنبال مذاکره با یکدیگر نبودند. در سال ۱۹۷۱، تماس‌های محرمانه و سطح بالا آغاز و در نهایت به «بیانیه مشترک جنوب-شمال ۴ ژوئیه ۱۹۷۲» منجر شد که اصول تلاش برای وحدت مسالمت آمیز را پیش نهاد. مذاکرات در نهایت شکست خورد زیرا کره جنوبی در سال ۱۹۷۳ تمایل خود را به عضویت جداگانه دو کره در سازمان‌های بین‌المللی اعلام کرد.

#### رهبری کیم جونگ ایل
اتحاد جماهیر شوروی در ۲۶ دسامبر ۱۹۹۱ منحل شد که به معنای پایان کمک و حمایت آنها از کره شمالی بود. در سال ۱۹۹۲، با وخامت حال کیم ایل سونگ، پسرش کیم جونگ ایل به تدریج وظایف مختلف دولتی را بر عهده گرفت. کیم ایل سونگ در سال ۱۹۹۴ بر اثر حمله قلبی درگذشت و کیم جونگ ایل پس از اعلام سه سال عزای عمومی، رسماً به عنوان رهبر جدید معرفی شد.
کره شمالی تحت چارچوب توافق شده که در زمان بیل کلینتون به سال ۱۹۹۴ امضا شد، متعهد شد توسعه سلاح‌های هسته‌ای خود را متوقف کند. کره جنوبی سیاست آفتاب را در راستای تعامل با شمال در پیش گرفت. کیم جونگ ایل سیاستی به نام «سونگون» یا «اولویت نظامی» را اجرا کرد. سیل‌های اواسط دهه ۱۹۹۰ بحران اقتصادی را تشدید کرد و به شدت به محصولات کشاورزی و زیرساخت‌ها آسیب رساند و به قحطی گسترده‌ای منجر شد که دولت در کنترل آن ناتوان بود. در نتیجه ۲۴۰٬۰۰۰ تا ۴۲۰٬۰۰۰ نفر جان خود را از دست دادند. در سال ۱۹۹۶، دولت کمک‌های غذایی سازمان ملل را پذیرفت.
با روی کار آمدن جرج دابلیو. بوش به عنوان رئیس‌جمهور آمریکا در سال ۲۰۰۱، شرایط روابط بین‌المللی تغییر کرد. دولت او سیاست آفتاب کره جنوبی و توافقنامه چارچوب را رد کرد. بوش در سخنرانی سالانه خود در سال ۲۰۰۲، کره شمالی را در کنار جمهوری اسلامی در محور شرارت قرار داد. در نتیجه، دولت آمریکا با کره شمالی به عنوان یک «کشور یاغی» رفتار و کره شمالی تلاش‌های خود را برای به دست آوردن سلاح‌های هسته‌ای دوچندان کرد. در ۹ اکتبر ۲۰۰۶، کره شمالی اعلام کرد که نخستین آزمایش سلاح هسته‌ای خود را انجام داده است.
باراک اوباما، رئیس‌جمهور آمریکا، سیاست «صبر راهبردی» را در پیش گرفت و از توافق دوری جست. تنش‌ها با کره جنوبی و ایالات متحده در سال ۲۰۱۰ با غرق شدن کشتی جنگی کره جنوبی چئونان و گلوله‌باران جزیره یون‌پیونگ توسط کره شمالی افزایش یافت.

#### رهبری کیم جونگ اون
در ۱۷ دسامبر ۲۰۱۱، کیم جونگ ایل بر اثر حمله قلبی درگذشت. پسر کوچک او، کیم جونگ اون، به عنوان جانشین وی معرفی شد. با وجود محکومیت‌های بین‌المللی، کره شمالی به توسعه زرادخانه هسته‌ای خود از جمله احتمالاً بمب هیدروژنی و موشک‌هایی با قابلیت رسیدن به ایالات متحده ادامه داد.
در طول سال ۲۰۱۷، به دنبال به انتخاب دونالد ترامپ به عنوان رئیس‌جمهور ایالات متحده، تنش‌ها بین ایالات متحده و کره شمالی افزایش یافت و میان دو کشور جنگ لفظی برپا شد. ترامپ در مقابل تهدیدهای کره شمالی مبنی بر آزمایش موشک‌هایی که قادر هستند در نزدیکی گوآم فرود آیند، وعده داد در صورت حمله کره شمالی به خاک آمریکا از «آتش و خشم» بهره گیرد. تنش‌ها به‌طور قابل توجهی در سال ۲۰۱۸ کاهش یافت و دوره آرامی به وجود آمد. سلسله دیدارهایی بین کیم جونگ اون، رئیس‌جمهور مون جه-این از کره جنوبی و رئیس‌جمهور ترامپ برگزار شد.
در ۱۰ ژانویه ۲۰۲۱، کیم جونگ اون در هشتمین کنگره حزب کارگران کره شمالی به‌طور رسمی به عنوان دبیرکل انتخاب شد، عنوانی که پیش از آن در اختیار کیم جونگ ایل بود. در ۲۴ مارس ۲۰۲۲، کره شمالی برای نخستین بار از بحران ۲۰۱۷، اقدام به پرتاب آزمایشی موفق یک موشک بالستیک قاره‌پیما (ICBM) کرد. در سپتامبر ۲۰۲۲، کره شمالی قانونی را تصویب کرد تا خود را کشوری هسته‌ای اعلام کند.
در ۳۰ دسامبر ۲۰۲۳، کیم جونگ اون، رهبر کره شمالی، کره جنوبی را «دولت دست نشانده استعماری» اعلام کرد که نشانه‌ای از انحراف قابل توجه از ادعاهای دیرینه هر دو کره شمالی و جنوبی برای مالکیت کل شبه جزیره کره بود. به دنبال این بیانیه، در ۱۵ ژانویه ۲۰۲۴، کره شمالی خواستار اصلاح قانون اساسی به منظور تعریف مجدد مرز با کره جنوبی به عنوان «خط مرزی ملی جنوبی» شد. کیم جونگ اون همچنین اعلام کرد که در صورت جنگ، کره شمالی تلاش خواهد کرد کل کره جنوبی را ضمیمه کند.

## سیاست

### نوع حکومت

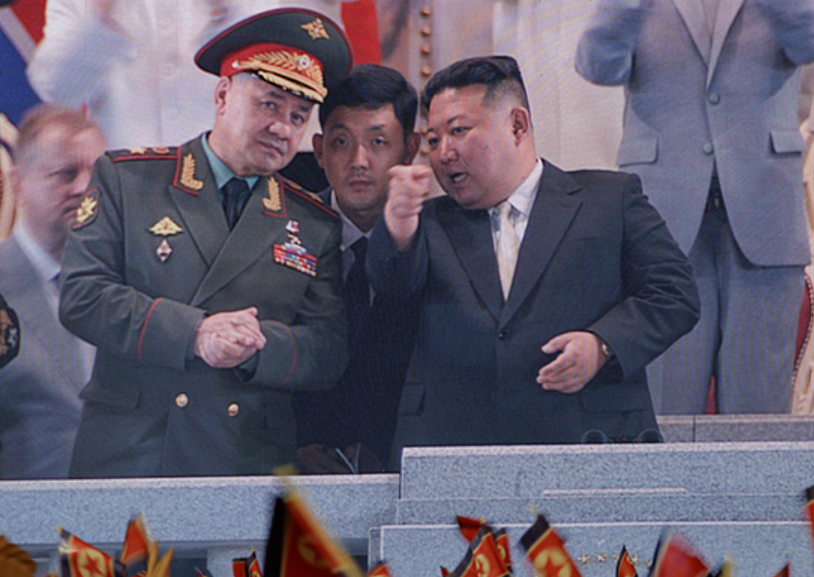
کیم جونگ اون، سومین رهبر کرهٔ شمالی درحال حاضر رئیس کشور کره شمالی محسوب می‌شود.

کره شمالی معمولاً در رسانه‌ها یک دولت کمونیستی افراطی یا استالینیستی توصیف می‌شود. اما برخی از تحلیلگران منتقد این دولت معتقدند این حکومت هیچ ارتباطی با ایدئولوژی مارکسیسم-لنینیسم یا حتی استالینیسم ندارد و یک حکومت ناسیونال سوسیالیستی (البته بدون سودای امپریالیستی) است که در طیف راست افراطی (و نه چپ افراطی) سپهر سیاست قرار می‌گیرد و بیشتر به حکومت ژاپن دهه ۱۹۳۰ شباهت دارد تا کشورهای بلوک شرق. نوعی «حکومت دفاع ملی» که یک اقتصاد دستوری را هدایت می‌کند که تنها وظیفه تجهیز بیشتر ارتش و تأمین پول بیشتری برای نیروهای نظامی را بر عهده دارد. قانون اساسی موجود که در سال ۱۹۷۲ تدوین شده و دو بار در سال‌های ۱۹۹۲ و ۱۹۹۸ اصلاح شده، از هرگونه اشاره‌ای به کمونیسم و مارکسیسم لنینیسم خودداری کرده و ایدئولوژی رسمی کشور را مکتب جوچه نامیده است.

### مکتب جوچه

نشان داس، چکش و قلم (Sickle, Hammer and Brush) در پرچم حزب کارگران کره و نماد جوچه

کیم ایل سونگ نخستین رهبر جمهوری کره شمالی بود که ایدئولوژی جوچه مبنی بر خودکفایی و استقلال را به عنوان ایدئولوژی رسمی حکومت برگزید. او پس از مرگ در سال ۱۹۹۴ میلادی به عنوان رئیس‌جمهور ابدی کشور تعیین شد و پسرش کیم جونگ-ایل رهبری کشور را برعهده گرفت، با مرگ کیم جونگ-ایل در سال ۲۰۱۱ میلادی کوچک‌ترین پسرش کیم جونگ-اون رهبری این کشور را به عهده گرفت.

### انتخابات
در کره شمالی انتخابات، همیشه تنها با حضور یک نامزد (رهبر کشور) برگزار می‌شود. رای‌دهندگان می‌توانند با خط زدن نام آن نامزد علیه او رأی بدهند.

### قوه مقننه
نظام حقوقی این کشور بر اساس نظام حقوق مدنی پروس بنا شده که ژاپنی‌ها و نظریات حقوقی کمونیستی هم بر آن تأثیر گذاشته‌اند. امکان بازنگری قوانین توسط مراجع قضایی وجود ندارد. قوه مقننه کره‌شمالی از یک مجلس قانون‌گذاری به نام مجلس عالی خلق با ۶۸۷ عضو (برای ۵ سال) تشکیل شده که اعضای آن در انتخابات عمومی تعیین می‌شوند. آخرین دوره انتخابات در سال ۲۰۱۹ برگزار شده و دوره بعدی در سال ۲۰۲۴ برگزار می‌شود. انتخابات به این صورت است که حزب کارگران کره حزب حاکم کشور فهرستی از کاندیداها را منتشر کرده و بدون هیچ رقیبی انتخاب خواهند شد و تعداد معینی از کرسی‌ها برای احزاب کوچک‌تر در نظر گرفته می‌شود. این مجلس علاوه بر وضع قانون، نخست‌وزیر و قضات دادگاه عالی کشور را هم انتخاب می‌کند. قدرت اصلی از زمان تأسیس کشور در سال ۱۹۴۸ در اختیار حزب کارگران کره بوده است. دو حزب چوندوئیست چونگو و حزب سوسیال دموکرات هم در کشور فعال هستند که تحت کنترل حزب حاکم قرار دارند. عالی‌ترین نهاد، شورای دفاع ملی است که کیم جونگ-اون ریاست آن را بر عهده دارد.

### عضویت در سازمان‌های بین‌المللی
این کشور عضو رسمی سازمان ملل متحد است و در سازمان‌های فائو، ایکائو، گروه ۷۷، کمیته بین‌المللی المپیک، آنکتاد، یونسکو، یونیدو، سازمان بهداشت جهانی، جنبش غیرمتعهدها نیز عضویت دارد.

## رابطه با چین و کره جنوبی

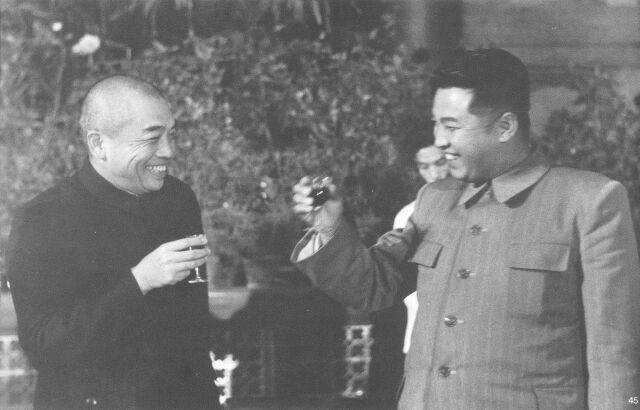
کیم ایل سونگ نخستین رهبر کره شمالی و پنگ دهای وزیر دفاع جمهوری خلق چین لحظاتی پس از نوش به سلامتی (سال ۱۹۵۵)

پیونگ یانگ که از زمان جنگ دو کره بر حمایت نظامی و معنوی پکن تکیه کرده همچنان در عرصه‌های بین‌الملل از حمایت همه‌جانبه پکن بر خوردار بوده تا آنجا که با استقرار نیروی نظامی و پلیس از فرار مردم جلوگیری کرده یا با استقرار پلیس در اطراف سفارتخانه‌های کشورهای مختلف در چین از ورود و دسترسی فراریان کره شمالی به سفارتخانه‌ها جلوگیری کرده و آن‌ها را به پلیس امنیت کره شمالی تحویل می‌دهد؛ و سرانجام پس چندین دهه در اوائل ماه ۲۰۱۸ کیم جونگ-اون با مون جه-این رئیس‌جمهور کره جنوبی دیدار کرد و روابط دیپلماتیک خود را شروع کردند.

## نیروی نظامی

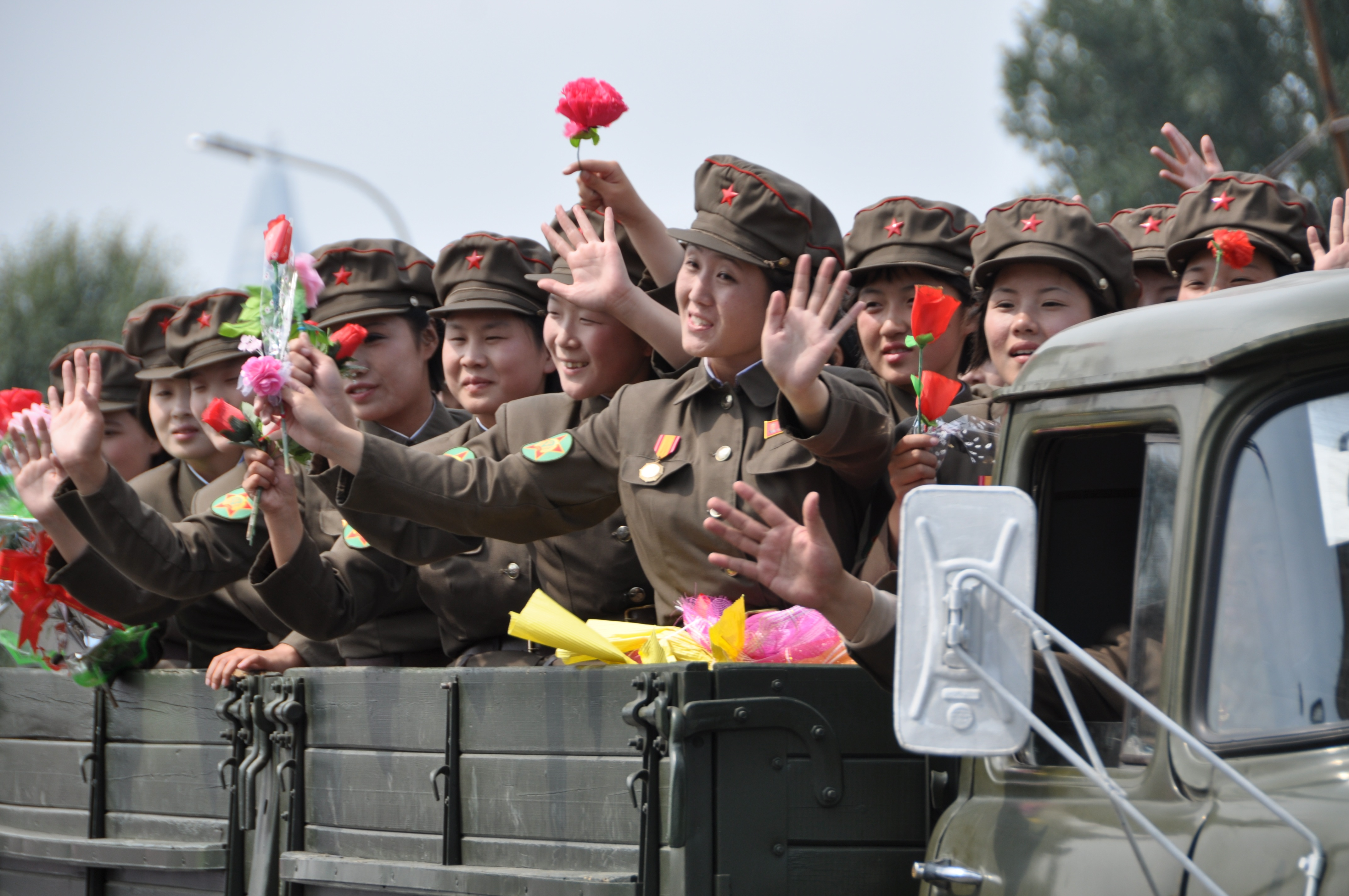
سربازان زن در رژه ارتش کره شمالی

«ارتش خلق کره» مجموعه‌ای از کارکنان مسلح نظامی کره شمالی است. این ارتش دارای پنج شاخه نیروی زمینی، نیروی دریایی، نیروی هوایی، نیروی عملیات ویژه و نیروی موشکی است. کره شمالی دارای یکی از بزرگ‌ترین ارتش‌ها در جهان، با ۱٫۲۱ میلیون خدمه مسلح فعال و ۶٬۳۰۰٬۰۰۰ نفر نیروی ذخیره و نظامی‌نما است. ۲۰٪ مردان ۱۷ تا ۵۴ ساله در زمره نیروهای مسلح عادی هستند. کره شمالی بالاترین درصد خدمه مسلح نسبت به هر کشور دیگری در جهان را داراست. به ازای هر ۲۵ نفر، یک سرباز در این کشور موجود است و این کشور بر پایه تعداد نیروهای فعال نظامی و نظامی‌نما، پس از چین، هند و ایالات متحده، در جایگاه چهارم قرار دارد.
کره شمالی همچنین دارای پُرشمارترین نیروهای ویژه و نیز بزرگ‌ترین ناوگان زیردریایی بعد از ایالات متحده آمریکا در جهان است.

### برنامه‌های موشکی و هسته‌ای
کره شمالی دارای برنامه‌های موشکی و هسته‌ای است.
کره شمالی در سال‌های ۲۰۰۶، ۲۰۰۹، ۲۰۱۳، ۲۰۱۶ و ۲۰۱۷ میلادی، آزمایش‌های هسته‌ای را در عمق زمین در شمال کشور انجام داد.

## جغرافیا

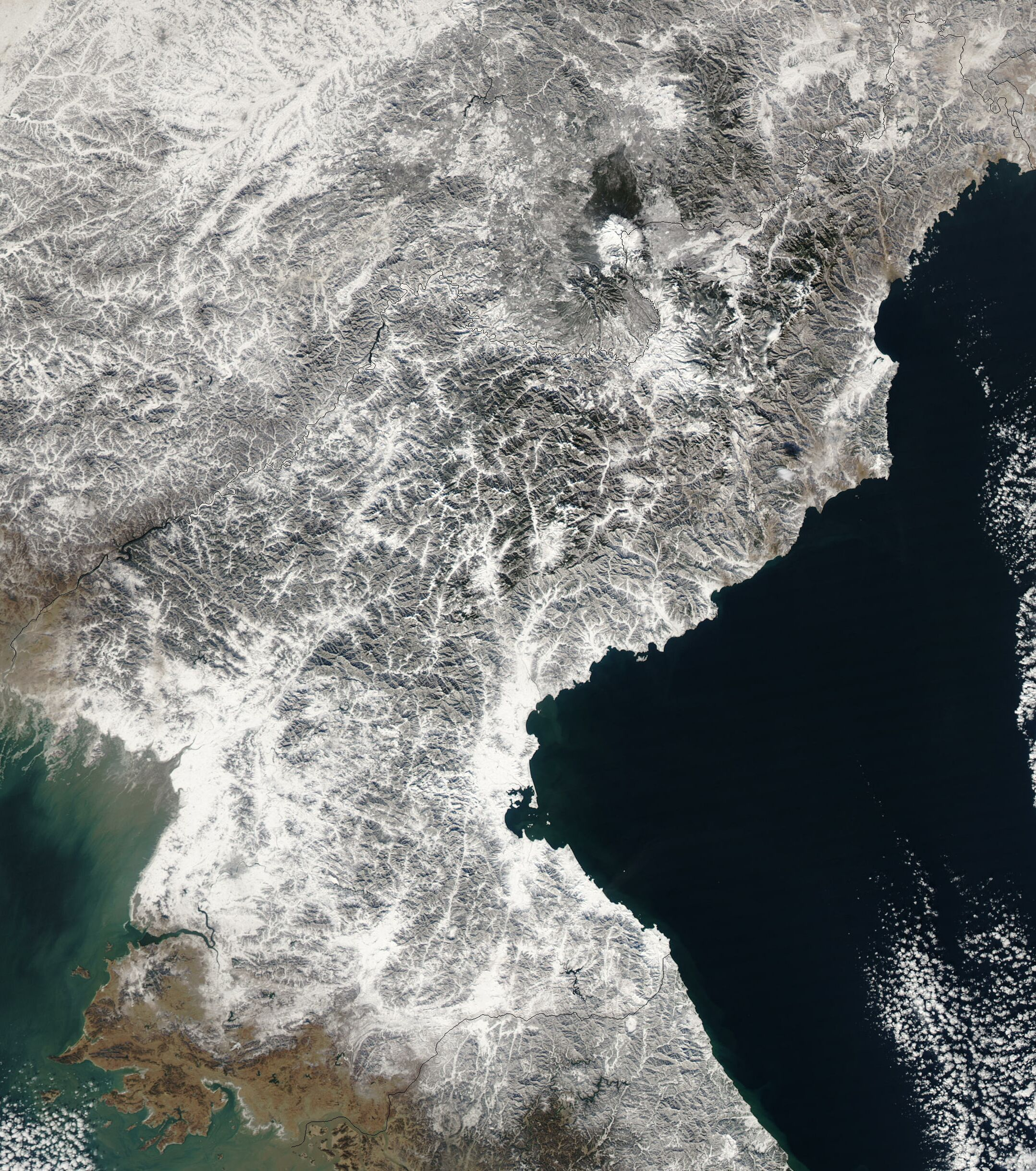
تصویربرداری ماهواره‌ای از کره شمالی در دسامبر سال ۲۰۰۲

### موقعیت جهانی
کره شمالی با مساحت ۱۲۰۵۶۸ کیلومتر مربع (نود و سومین کشور جهان) نزدیک به نیمی از کشور بریتانیا وسعت دارد. این کشور در نیم‌کره شمالی در شرق قاره آسیا، در کناره غربی دریای ژاپن و شرق خلیج کره و در همسایگی کشورهای کره جنوبی در جنوب، چین در شمال و شمال غربی و روسیه در شمال شرقی واقع شده است.

### عوارض زمینی
کره شمالی کشوری کوهستانی است که کوه‌ها در تمام نقاط آن کم و بیش پراکنده‌اند و جلگه‌ها بیشتر در کرانه‌های غربی و نیز در برخی نواحی ساحل شرقی واقع شده‌اند. از جمله رودهای آن می‌توان تومن، یالو، چونگچون، توئه دونگ و یسونگ را نام برد. جنگلها پهنه وسیعی از آن را پوشانده‌اند. آب و هوای آن در نواحی شمالی معتدل و در سایر نواحی گرم و مرطوب است. کوه پکتو (۲۷۴۴ متر) بلندترین نقطه آن است و رود یالو با ۷۹۰ کیلومتر طول، طولانی‌ترین رود کره شمالی است.

### شهرها

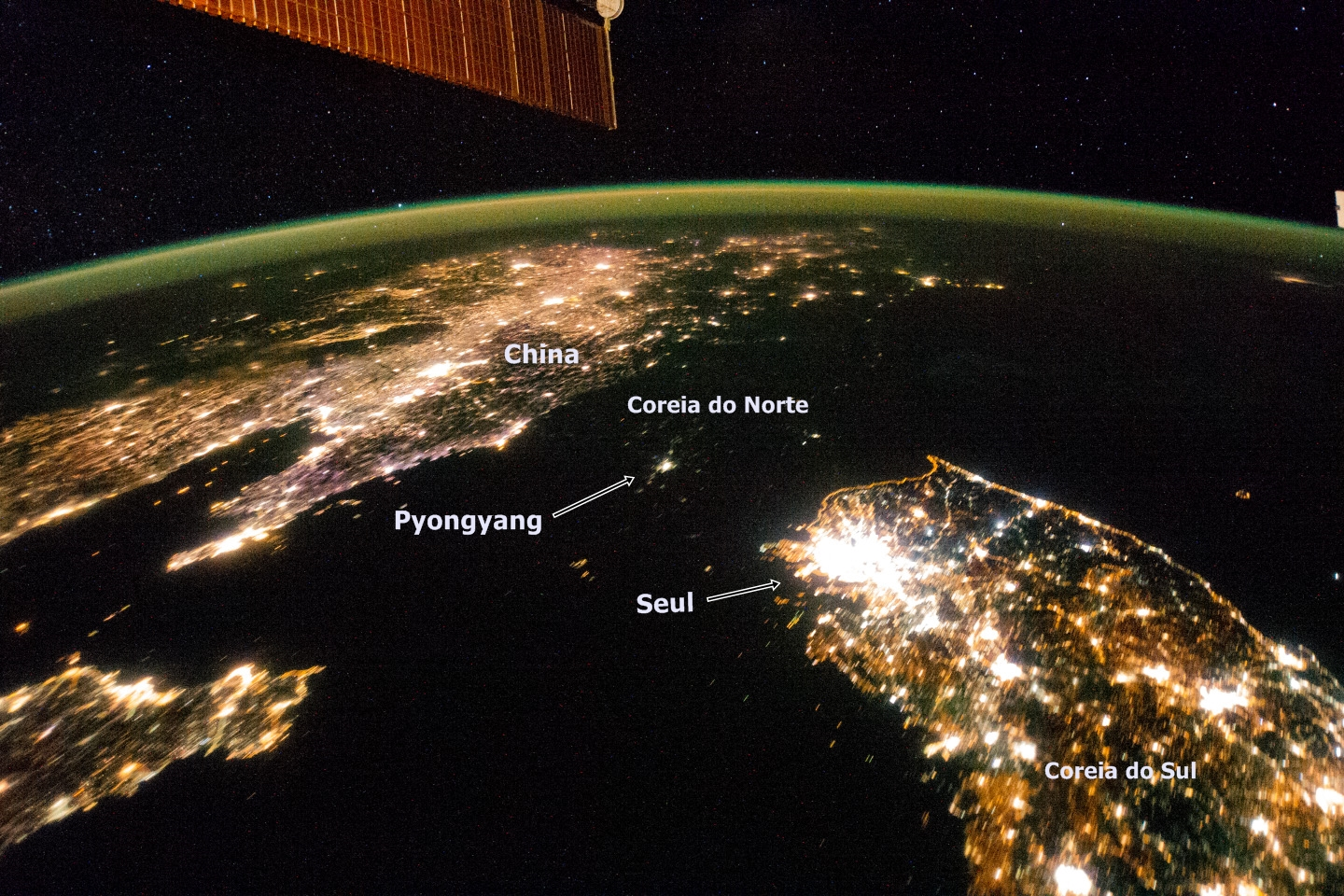
تصویر ماهواره‌ای از کره شمالی در شب میان، کره جنوبی و چین

پایتخت این کشور شهر پیونگ‌یانگ با ۳٬۲۲۲٬۰۰۰ نفر جمعیت بوده و پرجمعیت‌ترین شهرهای آن هامهونگ (۵۵۹٬۰۰۰ نفر)، چونگجین (۳۲۷٬۰۰۰ نفر) سینوئیجو (۲۸۸٬۰۰۰ نفر) و ونسان (۳۲۹٬۰۰۰ نفر)، هونگنام (۳۴۶٬۰۰۰ نفر) و نامپو (۴۵۵٬۰۰۰ نفر) هستند.

### بندرها
بندرها مهم کره شمالی چونگجین، هامهونگ و ونسان در سواحل دریای ژاپن و نامپو در سواحل خلیج کره هستند.

## تقسیمات کشوری
بر اساس آخرین تقسیمات کشوری، کره شمالی از ۹ استان، ۴ شهرداری و ۲ شهر ویژه تشکیل شده که هر کدام زیر نظر یک شورای منتخب مردم اداره شده و مشخصات استان‌های آن به شرح زیر است:
| جایگاه بر روی نقشه | کد    | نام                  | خط هانگول (خط بومی کره‌ای) | خط هانجا (خط چینی کره‌ای) |
| --- | ----- | -------------------- | ------------------------- | ------------------------ |
| پیونگ‌یانگ راسون نامپو استان پیونگان جنوبی استان هوانگهه شمالی استان هوانگهه جنوبی استان کانگوون استان هامگیونگ جنوبی استان هامگیونگ شمالی استان ریانگ‌گانگ استان جاگانگ استان پیونگان شمالیجمهوری خلق چین کره جنوبیدریای زرد Korea Bay دریای ژاپن | KP-01 | پیونگ‌یانگ            | 평양직할시                | 平壤直轄市               |
| پیونگ‌یانگ راسون نامپو استان پیونگان جنوبی استان هوانگهه شمالی استان هوانگهه جنوبی استان کانگوون استان هامگیونگ جنوبی استان هامگیونگ شمالی استان ریانگ‌گانگ استان جاگانگ استان پیونگان شمالیجمهوری خلق چین کره جنوبیدریای زرد Korea Bay دریای ژاپن | KP-02 | استان پیونگان جنوبی  | 평안남도                  | 平安南道                 |
| پیونگ‌یانگ راسون نامپو استان پیونگان جنوبی استان هوانگهه شمالی استان هوانگهه جنوبی استان کانگوون استان هامگیونگ جنوبی استان هامگیونگ شمالی استان ریانگ‌گانگ استان جاگانگ استان پیونگان شمالیجمهوری خلق چین کره جنوبیدریای زرد Korea Bay دریای ژاپن | KP-03 | استان پیونگان شمالی  | 평안북도                  | 平安北道                 |
| پیونگ‌یانگ راسون نامپو استان پیونگان جنوبی استان هوانگهه شمالی استان هوانگهه جنوبی استان کانگوون استان هامگیونگ جنوبی استان هامگیونگ شمالی استان ریانگ‌گانگ استان جاگانگ استان پیونگان شمالیجمهوری خلق چین کره جنوبیدریای زرد Korea Bay دریای ژاپن | KP-04 | استان چاگانگ         | 자강도                    | 慈江道                   |
| پیونگ‌یانگ راسون نامپو استان پیونگان جنوبی استان هوانگهه شمالی استان هوانگهه جنوبی استان کانگوون استان هامگیونگ جنوبی استان هامگیونگ شمالی استان ریانگ‌گانگ استان جاگانگ استان پیونگان شمالیجمهوری خلق چین کره جنوبیدریای زرد Korea Bay دریای ژاپن | KP-05 | استان هوانگهه جنوبی  | 황해남도                  | 黃海南道                 |
| پیونگ‌یانگ راسون نامپو استان پیونگان جنوبی استان هوانگهه شمالی استان هوانگهه جنوبی استان کانگوون استان هامگیونگ جنوبی استان هامگیونگ شمالی استان ریانگ‌گانگ استان جاگانگ استان پیونگان شمالیجمهوری خلق چین کره جنوبیدریای زرد Korea Bay دریای ژاپن | KP-06 | استان هوانگهه شمالی  | 황해북도                  | 黃海北道                 |
| پیونگ‌یانگ راسون نامپو استان پیونگان جنوبی استان هوانگهه شمالی استان هوانگهه جنوبی استان کانگوون استان هامگیونگ جنوبی استان هامگیونگ شمالی استان ریانگ‌گانگ استان جاگانگ استان پیونگان شمالیجمهوری خلق چین کره جنوبیدریای زرد Korea Bay دریای ژاپن | KP-07 | استان کانگوون        | 강원도                    | 江原道                   |
| پیونگ‌یانگ راسون نامپو استان پیونگان جنوبی استان هوانگهه شمالی استان هوانگهه جنوبی استان کانگوون استان هامگیونگ جنوبی استان هامگیونگ شمالی استان ریانگ‌گانگ استان جاگانگ استان پیونگان شمالیجمهوری خلق چین کره جنوبیدریای زرد Korea Bay دریای ژاپن | KP-08 | استان هامگیونگ جنوبی | 함경남도                  | 咸鏡南道                 |
| پیونگ‌یانگ راسون نامپو استان پیونگان جنوبی استان هوانگهه شمالی استان هوانگهه جنوبی استان کانگوون استان هامگیونگ جنوبی استان هامگیونگ شمالی استان ریانگ‌گانگ استان جاگانگ استان پیونگان شمالیجمهوری خلق چین کره جنوبیدریای زرد Korea Bay دریای ژاپن | KP-09 | استان هامگیونگ شمالی | 함경북도                  | 咸鏡北道                 |
| پیونگ‌یانگ راسون نامپو استان پیونگان جنوبی استان هوانگهه شمالی استان هوانگهه جنوبی استان کانگوون استان هامگیونگ جنوبی استان هامگیونگ شمالی استان ریانگ‌گانگ استان جاگانگ استان پیونگان شمالیجمهوری خلق چین کره جنوبیدریای زرد Korea Bay دریای ژاپن | KP-10 | استان ریانگ‌گانگ      | 량강도                    | 兩江道                   |
| پیونگ‌یانگ راسون نامپو استان پیونگان جنوبی استان هوانگهه شمالی استان هوانگهه جنوبی استان کانگوون استان هامگیونگ جنوبی استان هامگیونگ شمالی استان ریانگ‌گانگ استان جاگانگ استان پیونگان شمالیجمهوری خلق چین کره جنوبیدریای زرد Korea Bay دریای ژاپن | KP-13 | شهر بزرگ راسون       | 라선특별시                | 羅先特別市               |
| پیونگ‌یانگ راسون نامپو استان پیونگان جنوبی استان هوانگهه شمالی استان هوانگهه جنوبی استان کانگوون استان هامگیونگ جنوبی استان هامگیونگ شمالی استان ریانگ‌گانگ استان جاگانگ استان پیونگان شمالیجمهوری خلق چین کره جنوبیدریای زرد Korea Bay دریای ژاپن | KP-?? | شهر بزرگ نامپو       | 남포특별시                | 南浦特別市               |

## حقوق بشر و قوانین

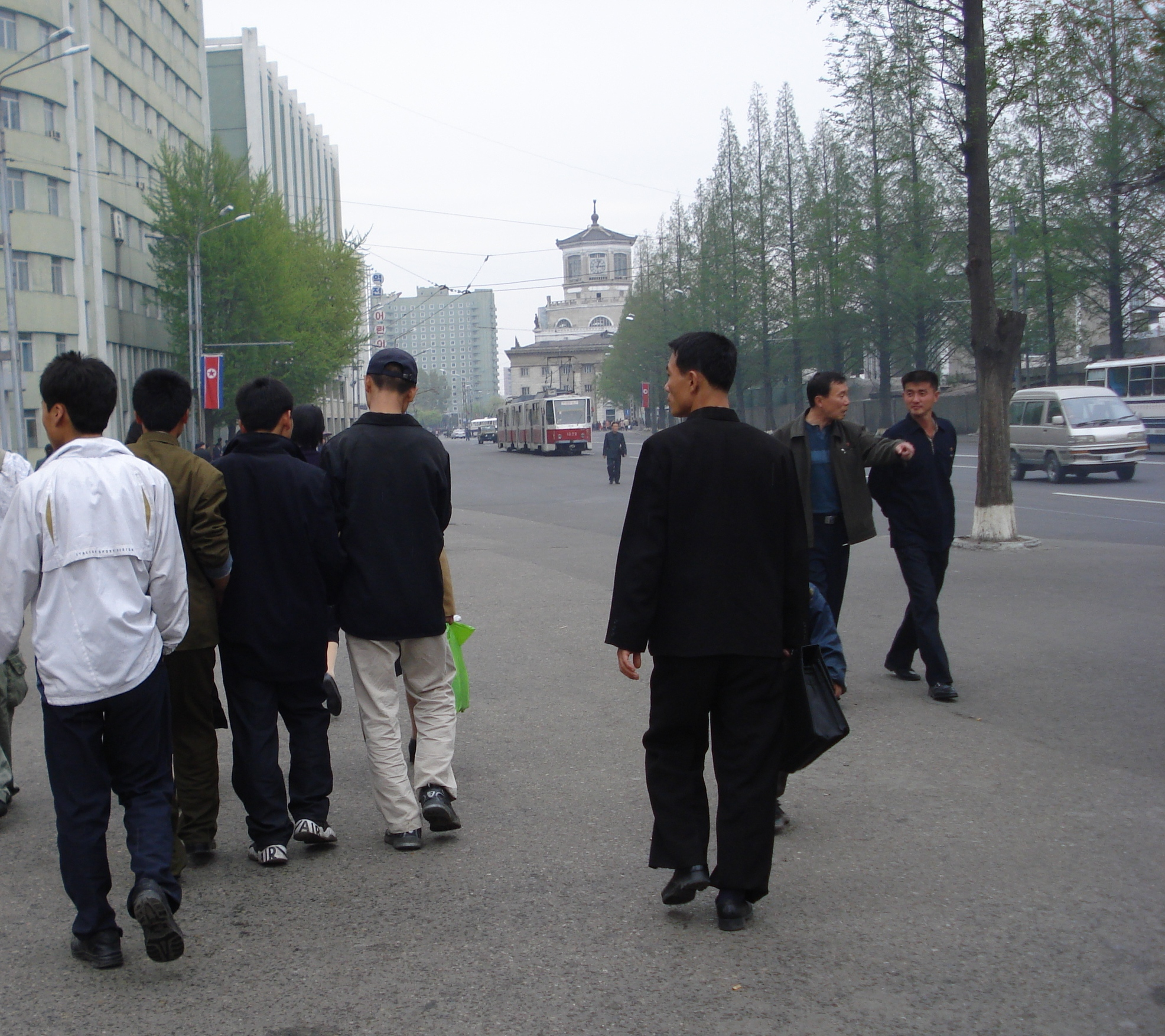
پوشش معمول جوانان در پیونگ‌یانگ

آزادی‌های اجتماعی در کره شمالی دارای محدودیت هستند.
- در پی سیلهای متعدد و بروز قحطی و خشک‌سالی در طول تاریخ کره شمالی، بیش از ده‌ها هزار نفر جان خود را در این کشور از دست دادند.[۶۹] به سبب وقوع قحطی‌های فراوان و کمبود مواد خوراکی، آدم‌خواری در کره شمالی افزایش یافته است.[۶۹]
- در کره شمالی موی بلند برای مردان و دامن‌های کوتاه برای زنان تحمل نمی‌شود.[۷۰] در این کشور آقایان می‌توانند از میان چند مدل موی مختلف یکی را انتخاب کنند. هر چند که همه آن مدل‌ها بر اساس کوتاهی در پشت و بغل‌ها طراحی شده‌اند.[۶۰]
- پوشش مردم این کشور همچون دهه‌های ۱۹۶۰ و ۱۹۷۰ است. وقتی کسی از کره جنوبی به این کشور می‌آید، مدرن بودن جنوبی‌ها واقعاً در مقایسه با شمالی‌ها برجسته می‌شود. سیستم پخش پارچه و لباس هم توسط دولت کنترل می‌شود و بیشتر اوقات مردمی که در خیابان‌ها دیده می‌شوند لباس‌های یک شکل و شیبه هم به تن دارند. این مسئله در مدارس هم به صورت جدی دنبال می‌شود و هر بخشی از زندگی مردم در کره شمالی از طریق قوانین خاصی کنترل می‌شود.
- تمام فعالیت‌های مذهبی زیر نظر گروه‌های وابسته به حکومت انجام می‌شود.[۷۱]
- دولت‌های غربی، جامعه کره شمالی را جامعه‌ای به شدت طبقاتی و برپایه روابط خویشاوندی و ارتباطات سیاسی توصیف می‌کنند.[۷۲]
- بنا بر گفته دولت آمریکا، شهروندان کره شمالی اجازه رفت‌وآمد آزاد چه در داخل و چه سفر به خارج از کشور را ندارند.[۷۳]
- بعضی از پناهندگان اهل کره شمالی داستان‌هایی مبتنی بر بهره‌کشی بدنی، سقط جنین و بچه کشی در زندان‌های کره شمالی نقل می‌کنند.[۷۴]
- کره شمالی دیکتاتورترین کشور جهان در فهرست دموکراسی واحد اطلاعات اکونومیست است.[۷۵]
- در کره شمالی جشنواره‌هایی پرهزینه به نام بازی‌های توده در تجلیل از رهبر این کشور برگزار می‌شود که به مدت شش شب پیاپی در هفته و به مدت دو ماه برگزار می‌شود. در این نمایش‌ها صد هزار شرکت‌کننده از جمله رقاص و ژیمناست به اجرای نمایش می‌پردازند.[۷۶]
- مجازات اعدام در کره شمالی برای بسیاری از جرایم مانند دزدی، قتل، تجاوز جنسی، قاچاق مواد مخدر، خیانت، جاسوسی، مخالفت‌های سیاسی، فرار، مصرف رسانه‌های تأیید نشدهٔ دولت و تبلیغ باورهای مذهبی که در تضاد با ایدئولوژی جوچه است، به کار می‌رود.[۷۷] بیشتر اطلاعات و آمار دربارهٔ اعدام در کره شمالی وابسته به فراریان (بستگان قربانیان و اعضای سابق دولت) است.[۷۷] اعدام‌ها بیشتر با جوخهٔ تیراندازی، دار زدن یا بریدن سر انجام می‌شود. ظاهراً اعدام‌ها در ملاء عام انجام می‌شود که در صورت صحت، کره شمالی یکی از کشورهایی است که هنوز اعدام در ملاء عام انجام می‌دهند.[۷۸] مرکز پایگاه داده حقوق بشر کره شمالی مستقر در کره جنوبی، مدارک تأیید نشده‌ای را دربارهٔ ۱۱۹۳ اعدام تاریخی در کره شمالی تا سال ۲۰۰۹ را جمع‌آوری کرده است.[۷۸] تخمین زده می‌شود که ۶۰ اعدام در سال ۲۰۱۰ وجود داشته است.[۷۹] در اکتبر ۲۰۰۱، دولت کره شمالی به کمیته حقوق بشر سازمان ملل گفت که از سال ۱۹۹۸ تنها ۱۳ اعدام انجام شده است و از سال ۱۹۹۲ هیچ اعدامی در ملاء عام رخ نداده است.[۷۷]
- در کره شمالی ساعت بیدار شدن مردم توسط شیپوری تعیین می‌شود که در سراسر شهرها و از طریق بلندگو پخش می‌شود. ساعت خوابیدن آن‌ها هم توسط سیستم خاموش کردن چراغ تعیین می‌شود. در بامداد پیش از ساعت شش صبح سکوت مطلق بر تمام کره شمالی حاکم است و نخستین صدای هر روز صدای پخش شیپور از بلندگوهای صبحگاهی است.[۸۰][۸۱]
- اخیراً اعلام شده امکان استفاده از نام رهبر کره شمالی در این کشور ممنوع است و افرادی که همنام کیم جونگ-اون هستند باید سریعاً نام خود را تغییر دهند. دولت کره شمالی پیش از این در دوره حکمرانی دو رهبر پیشین هم استفاده از نام آن‌ها برای مردم این کشور را ممنوع کرده بود.[۸۲]
- قوانین کشور، بعضی از شادی‌های اولیه را هم در زندگی مردم دریغ می‌کنند. به عنوان مثال دوربین به کره شمالی وارد نمی‌شود و مردم هم نمی‌توانند آن را تهیه کنند.[۸۳]
- با وجود اینکه دولت کره شمالی کمک‌های زیادی از خارج دریافت می‌کند، مشخص نیست آن‌ها را به دست مردم می‌رساند یا بین طبقه خاصی پخش می‌کند.[۸۳]
- در کره شمالی اردوگاه‌های کار اجباری وجود دارند. به‌طوری‌که اگر کسی مرتکب جرمی شود، علاوه بر او، کل خانواده اش به اردوگاه فرستاده می‌شوند. گانگ چول هوان (زندانی سابق اردوگاه یودوک) در کتاب آکواریوم‌های پیونگ یانگ، شرح زندگی ۱۰ ساله خود در اردوگاه‌های کار اجباری کره شمالی را آورده است. نتیجه هرگونه مخالفت و انتقاد از نظام حاکم و رهبر این کشور، تبعید افراد به این اردوگاه هاست. وضعیت زندگی در آنجا به شدت اسفبار است چنان‌که اسیران از کمبود غذا گاه دست به خوردن موشها می‌زنند.[۸۴]
- به دلیل کمبود کود برای کشاورزی، این کشور از کود تولید انسان برای کشاورزی استفاده می‌کند. به همین دلیل تمامی شهروندان کره شمالی از سال ۲۰۰۸ موظف اند فضولات انسانی خود را روزانه تحویل دولت دهند. استفاده از کود انسانی در تولید محصولات کشاورزی باعث همه‌گیری انگلهای پیشرفته در این کشور شده است.[۳۱][۸۵][۸۶]
- مالکیت هرگونه رایانه و وسایل ارتباطی شخصی در این کشور نیازمند مجوز دولتی است. در این کشور تنها یک سرویس دهنده خدمات اینترنتی وجود دارد و تمام جریان فضای مجازی آن از یک کابل می‌گذرد.[۳۱]

در کره شمالی اردوگاه‌هایی مانند اردوگاه شماره ۱۴ برای زندانیان درجه یک یا اردوگاه یودوک برای زندانیان درجه دو و مطرودین طبقه‌ها که مورد تأیید رهبر یا دستگاه امنیتی نباشند وجود دارد: صحبت در مورد زندان‌ها و بازداشتگاه‌ها و اردوگاه برای مردم و مخصوصاً زندانیان آزاد شده که شهروندی درجه دو محسوب شده کاملاً ممنوع است.

## اقتصاد

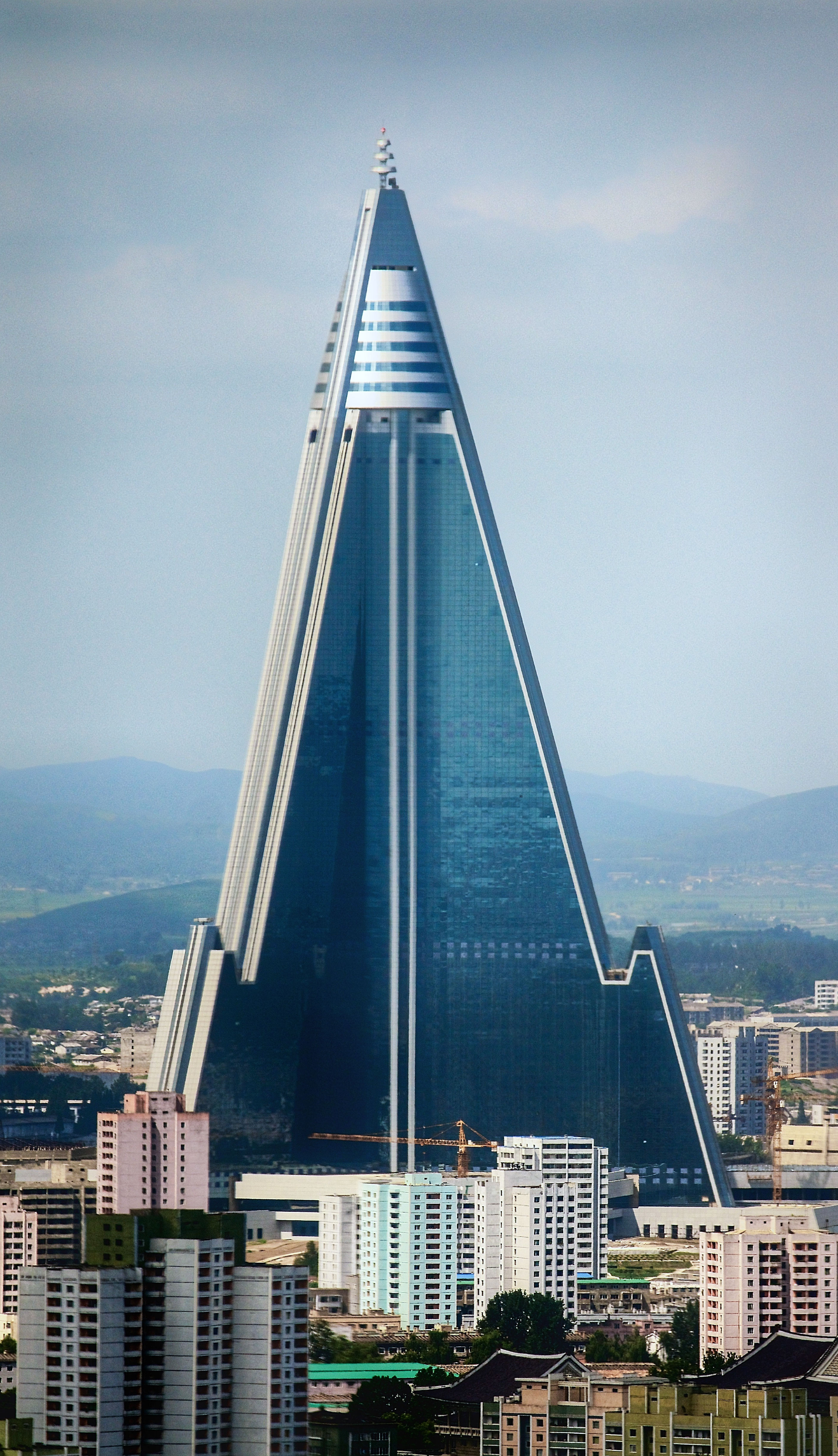
ساختمان نیمه‌کاره هتل ریوگیونگ

اقتصاد در کره شمالی، در کنترل دولت و نوعی اقتصاد دستوری است و دولت، تقریباً تمامی اولویت‌ها و نوع تولیدات کشور را تعیین می‌کند. واحد پول این کشور، وون کره شمالی و تولید ناخالص داخلی آن در سال ۲۰۱۴ در حدود ۳۰ میلیارد دلار بوده است. برابری قدرت خرید، ۴۰ میلیارد دلار و سرانهٔ آن، رقم بسیار پایین ۱٬۸۰۰ دلار در سال تخمین زده می‌شود.

### نیروی کار
حدود ۲۰ میلیون نفر نیروی کار آن را تشکیل می‌دهند که حدود ۳۷٪ آن در بخش کشاورزی مشغول به فعالیت هستند. افرادی که در اردوگاه‌های کار اجباری محکوم هستند نیز بخش دیگری از اقتصاد را به دوش می‌کشند؛ و گاهی در مقطع زمانی دستورهایی از دفتر مرکزی حزب تحت عناوین شعارگونه مانند «بیایید چند دلار بیشتر برای رهبر کاسبی کنیم» برای کمک به اقتصاد مقاومتی کره اعمال می‌گردد. همچنین فرستادن کارگر به کشورهای مختلف و تصاحب دستمزد آن‌ها به عنوان مثال نود و هشت دلار از صد دلار نیز راهی برای درآمدزایی حزب است.

### قحطی

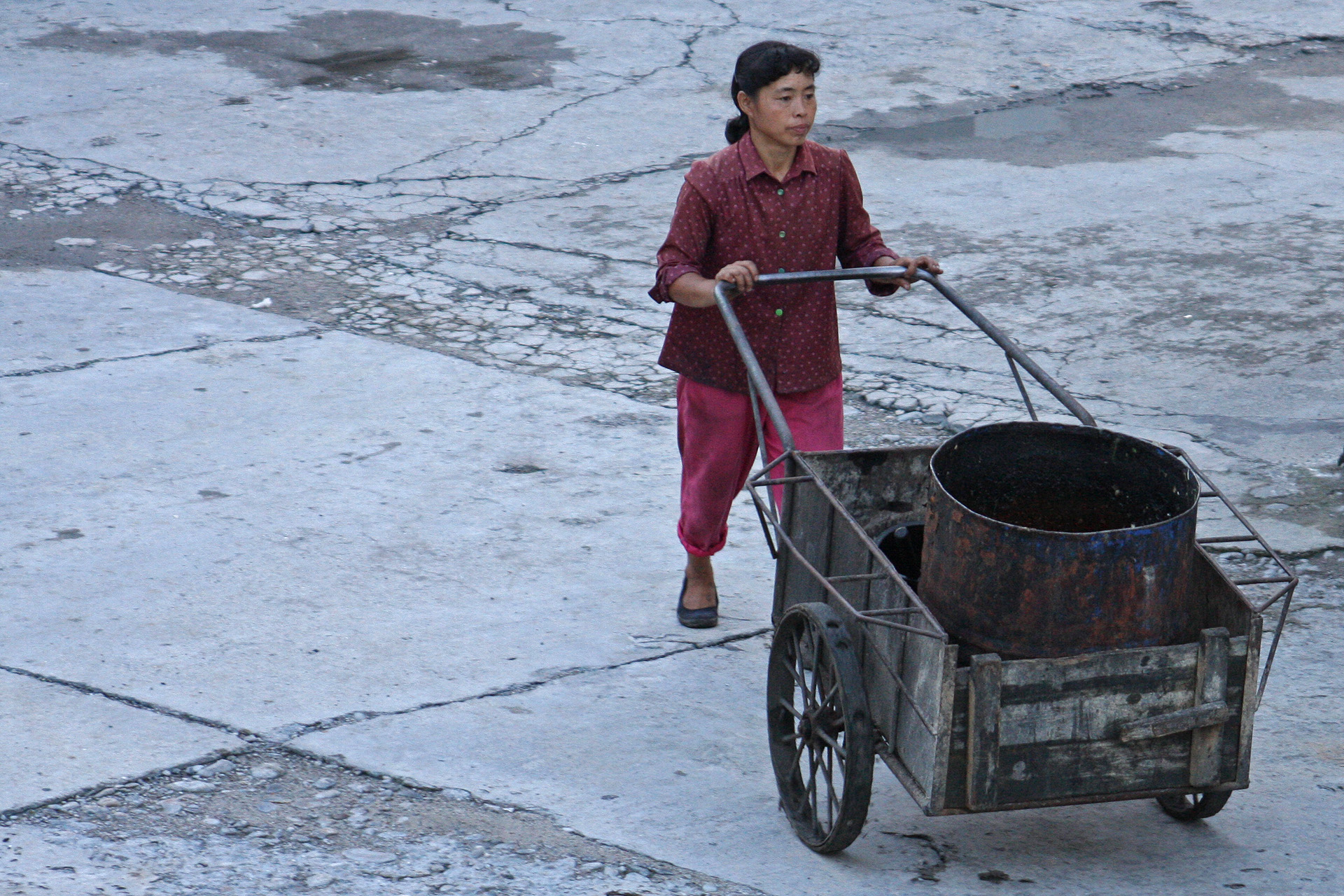
فقر در کره شمالی

### آمار

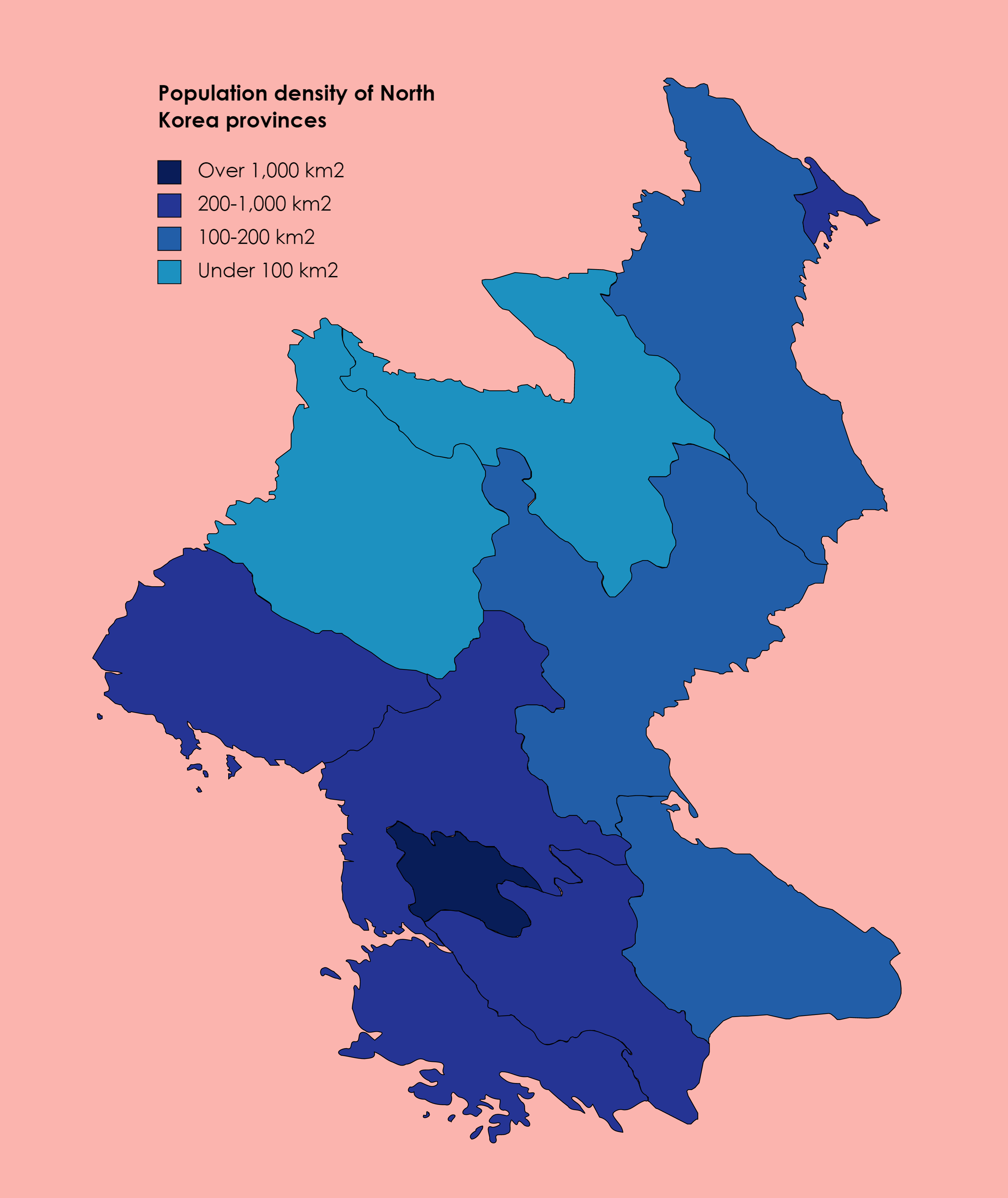
تراکم جمعیت میان استان‌های مختلف کره شمالی

### طبقه‌بندی اجتماعی

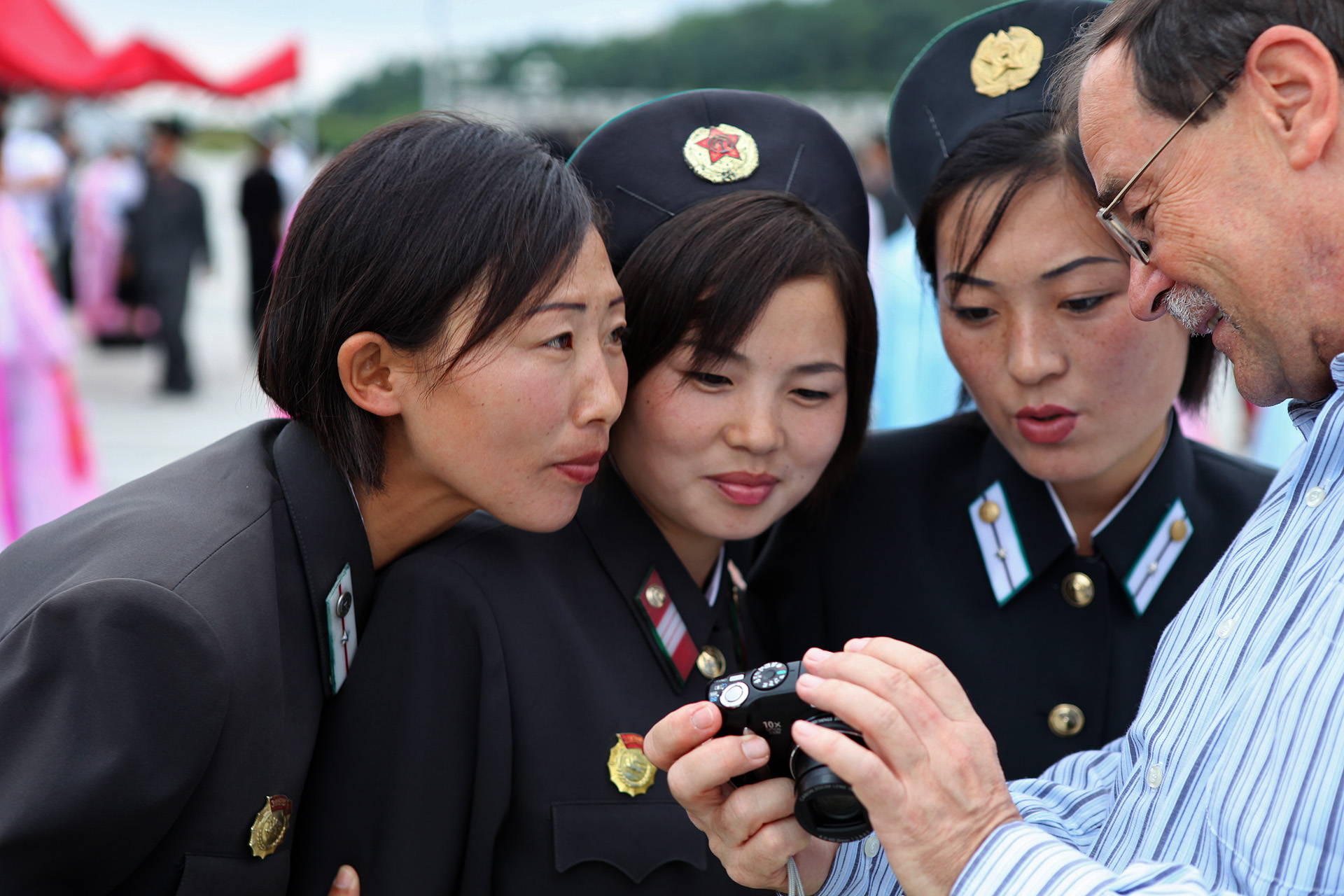
نمایش دوربین توسط یک گردشگر خارجی به زنان در کره شمالی

### آشپزی

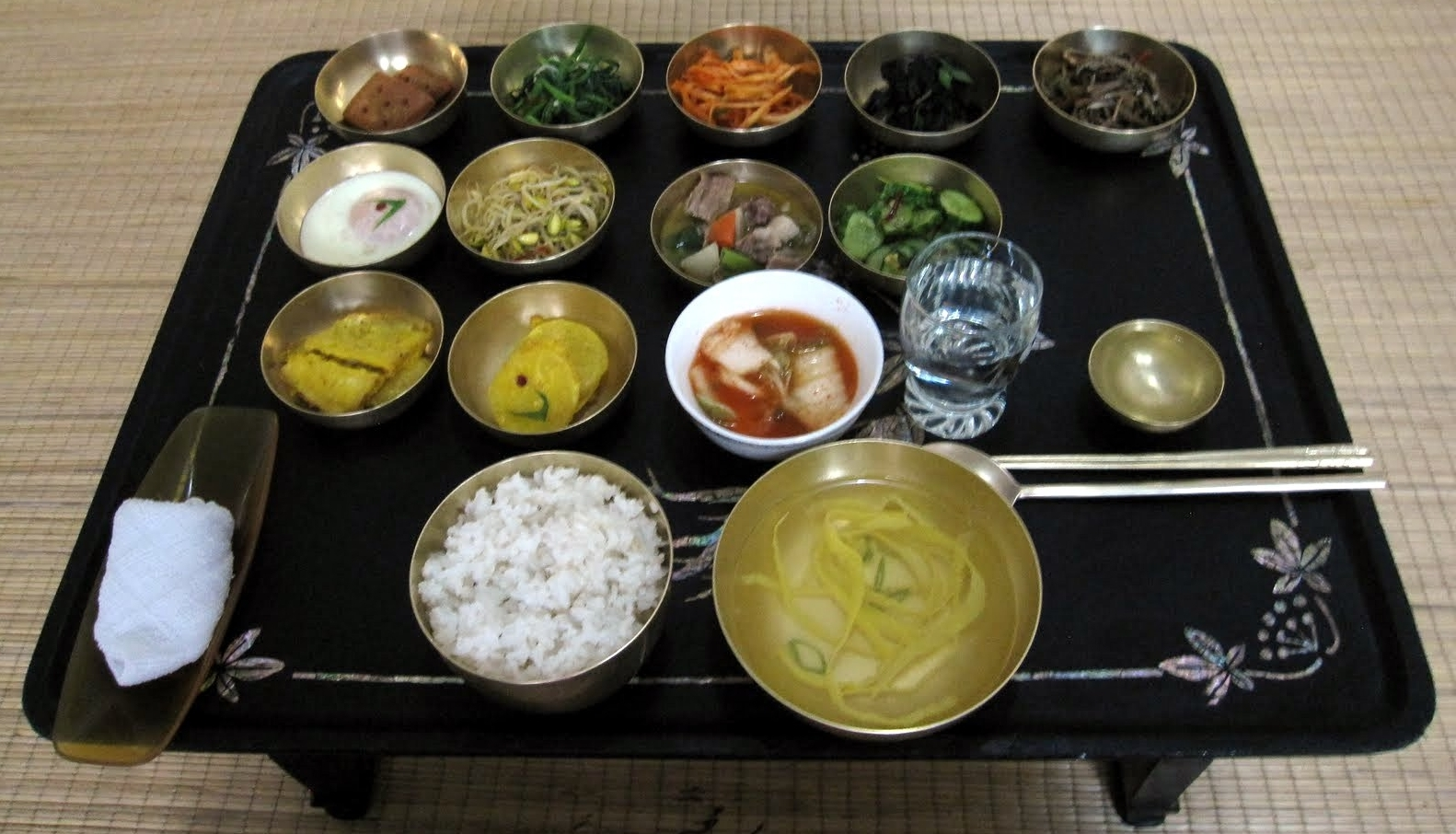
غذای مختلف در کره شمالی

### ترکیب نژادی

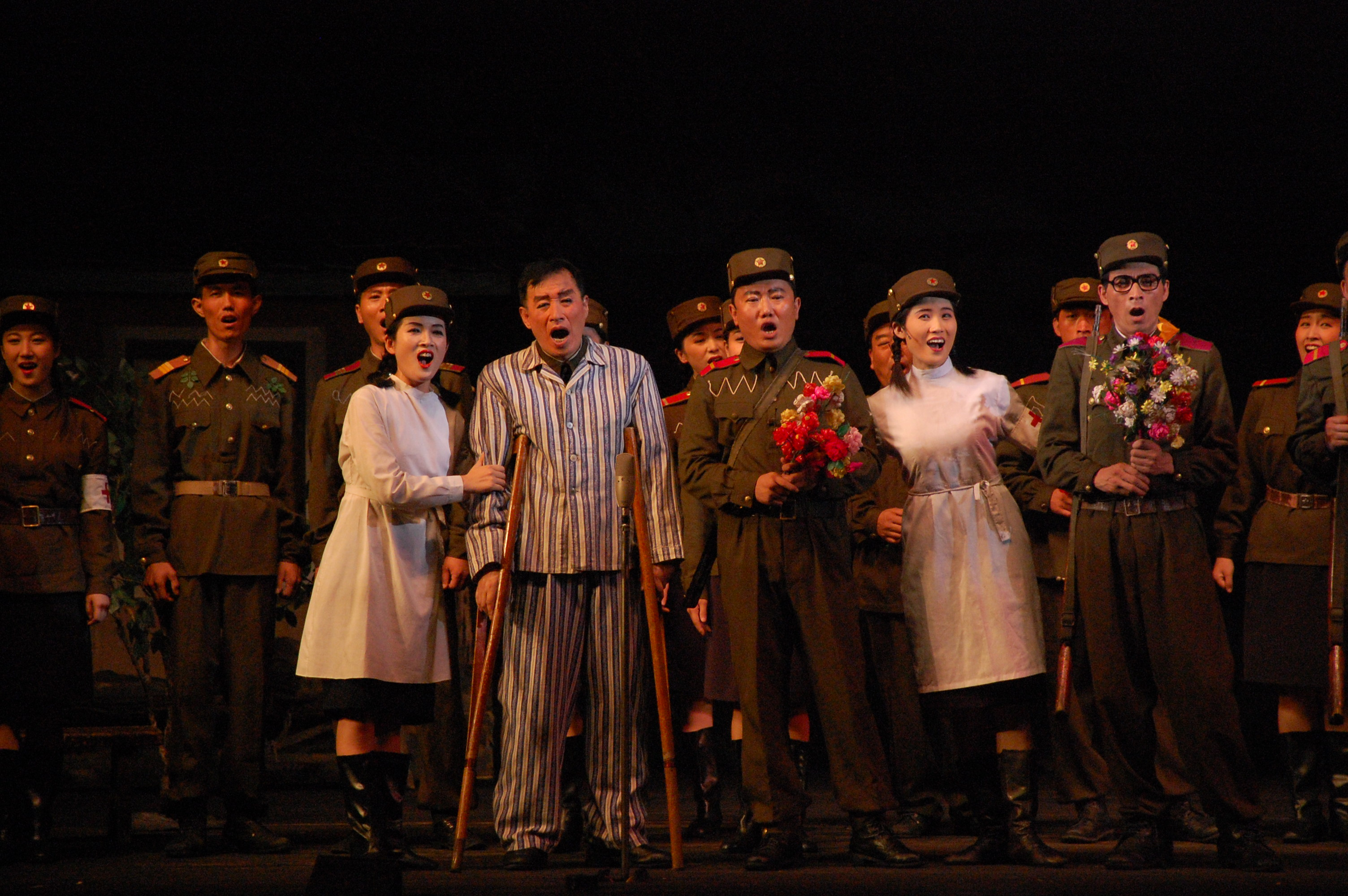
صحنه اجرا در اپرا پیونگ یانگ

### گاه‌شماری

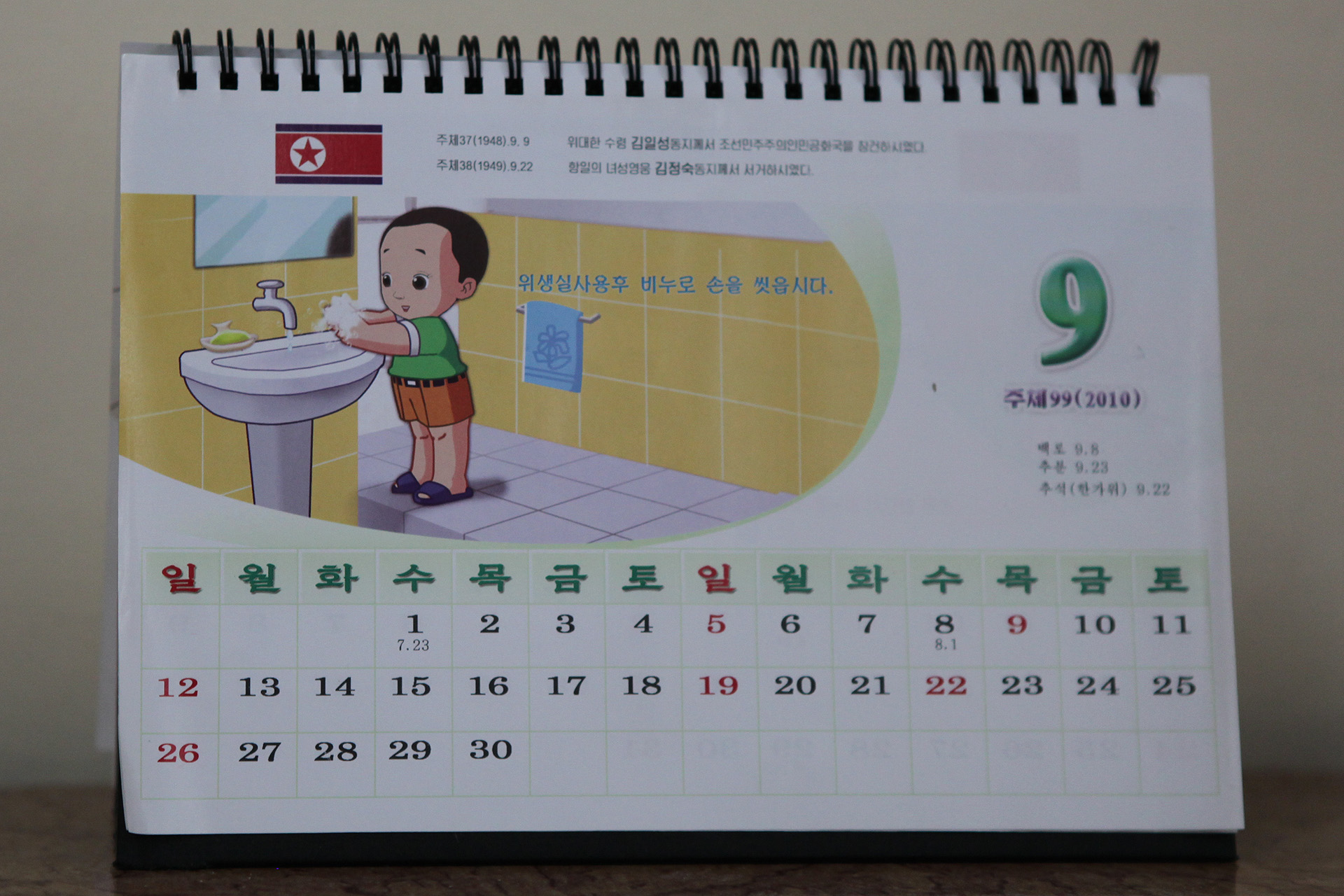
گاه‌شماری کره شمالی

## نگارخانه

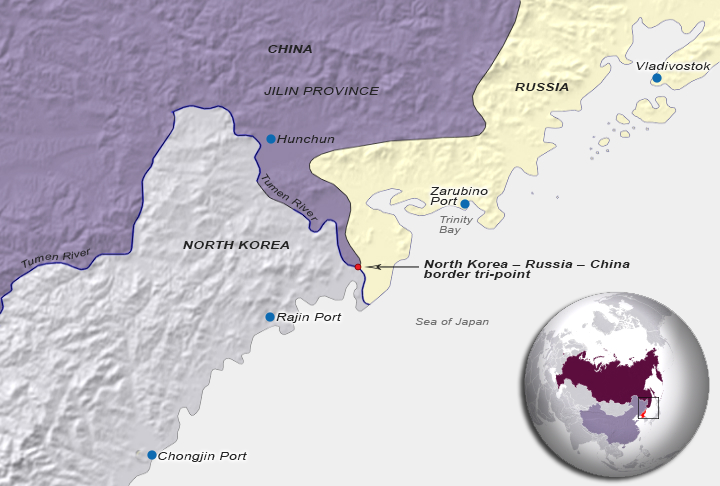
مرز کره شمالی در شرق چین و روسیه
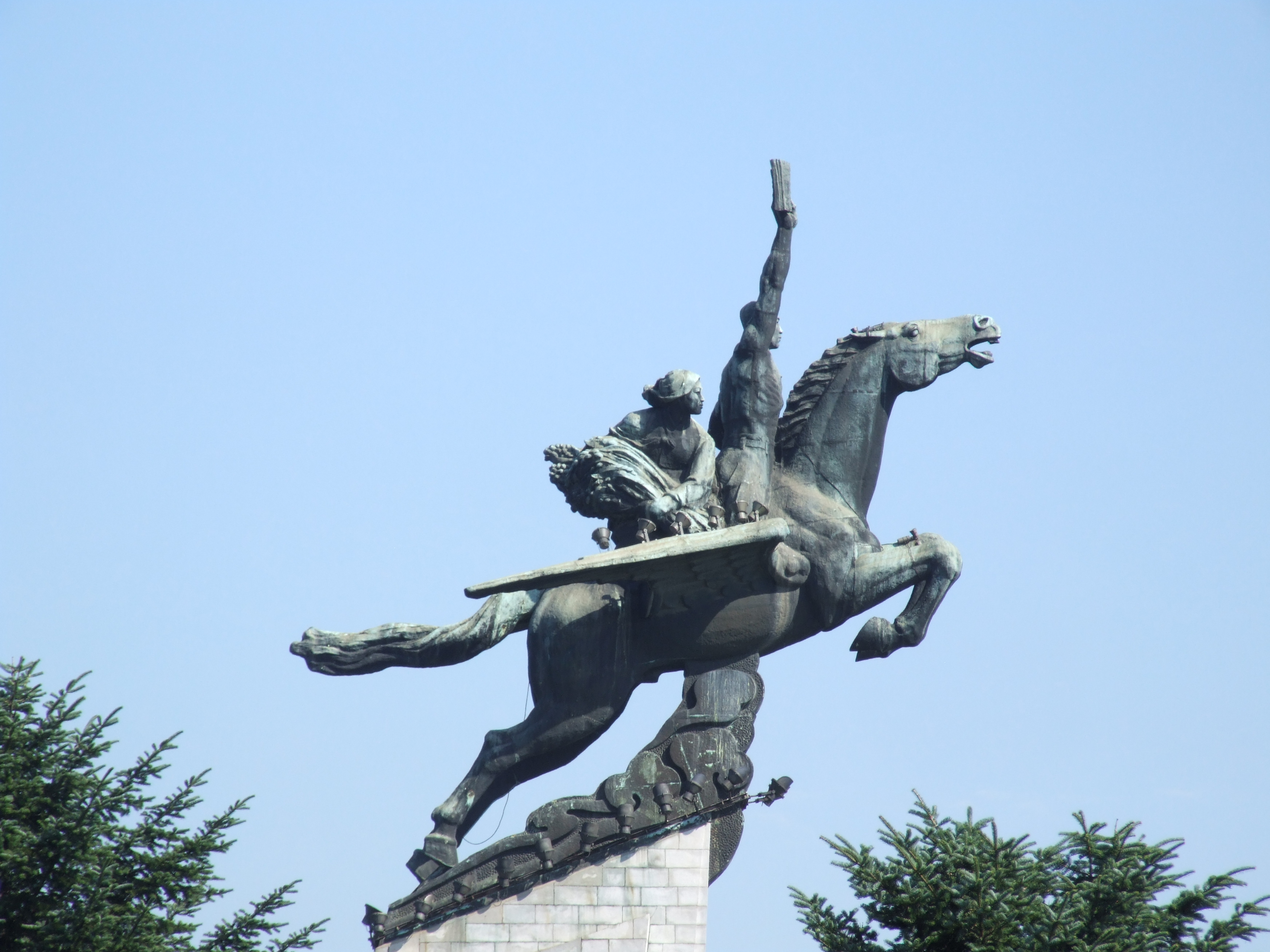
مجسمه کولیما (Chollima) نماد ملی کره شمالی
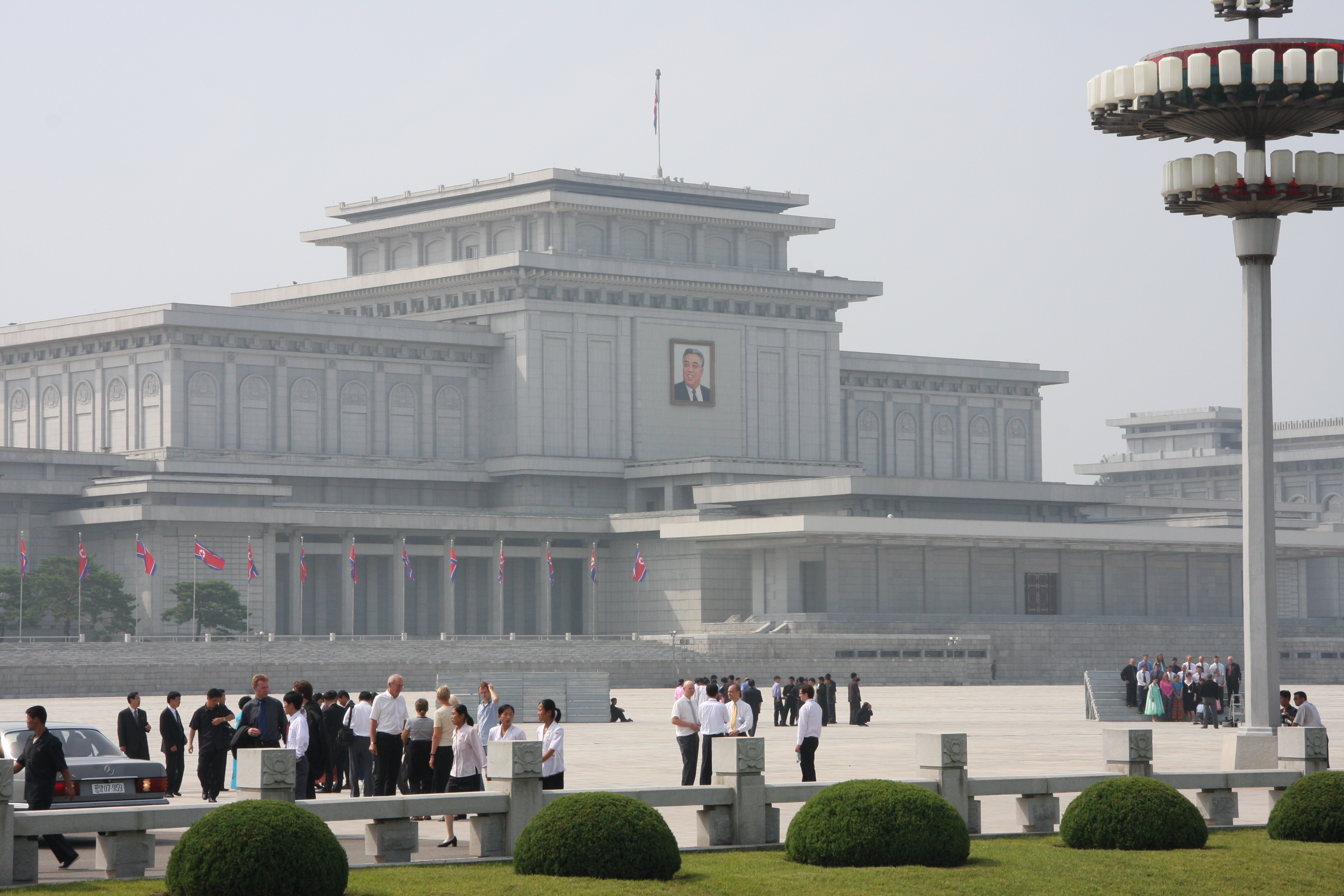
قصر خورشید کومسوسان
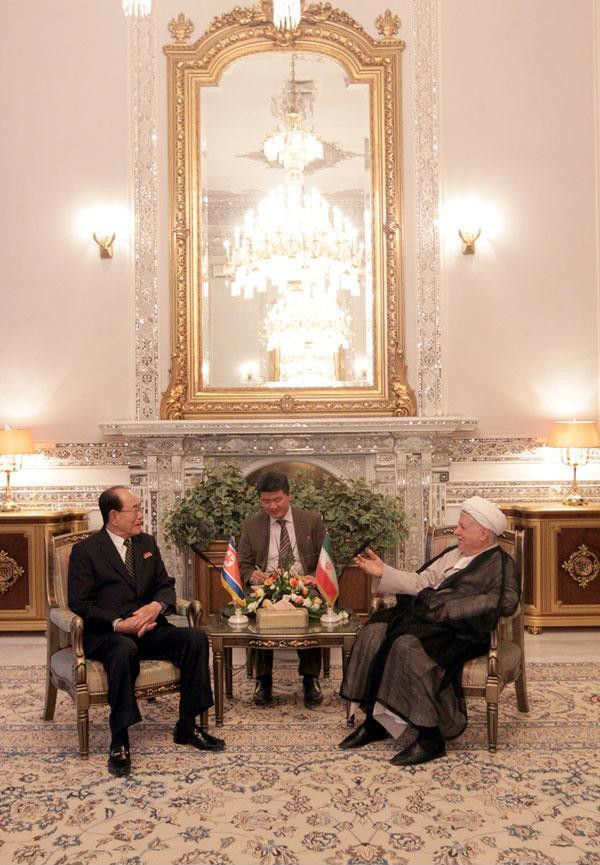
هاشمی رفسنجانی درحال گفتگو با مقامات کره شمالی
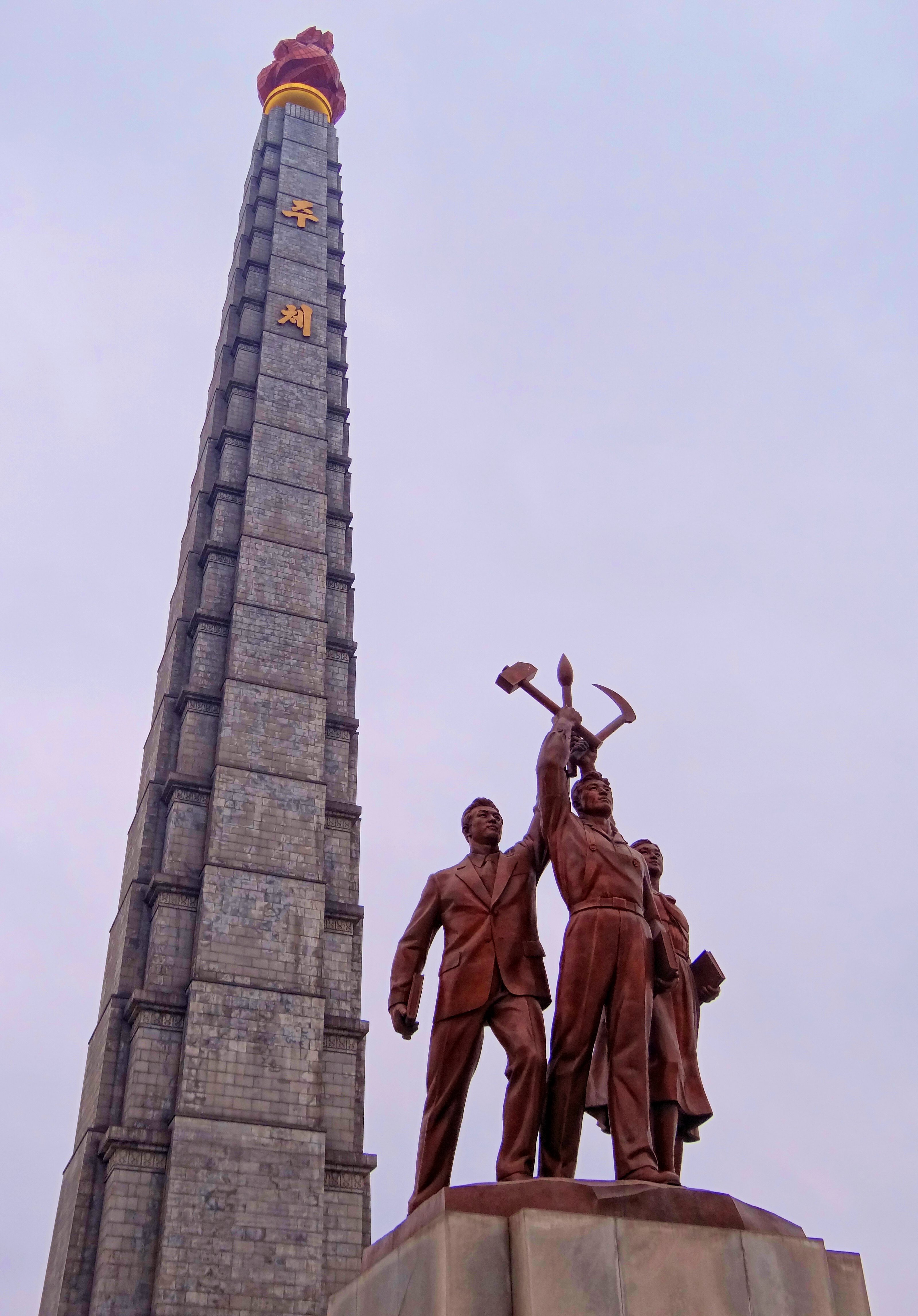
برج جوچه
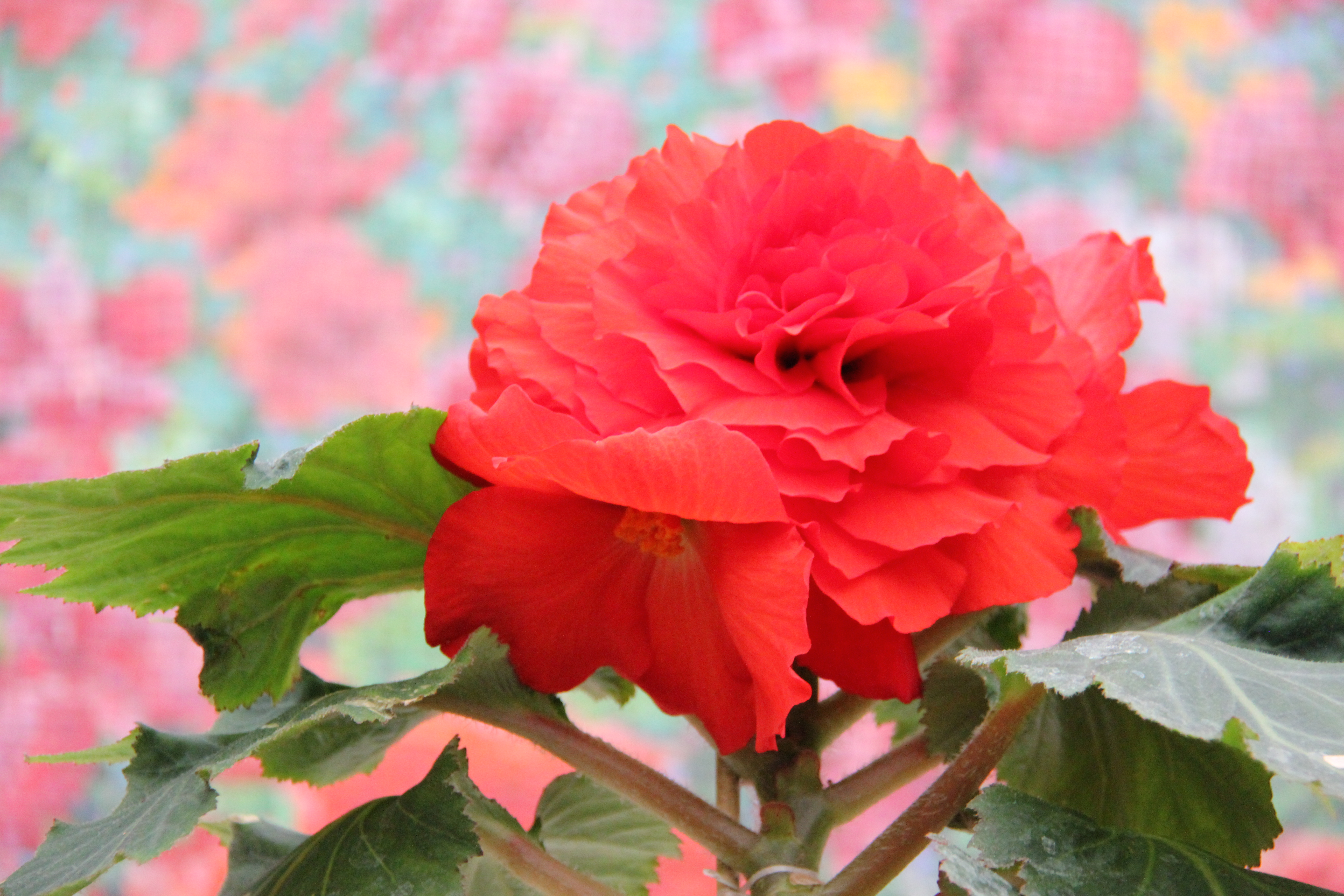
گل کیمجونگیلیا (Kimjongilia) نامگذاری شده بنام کیم جونگ ایل
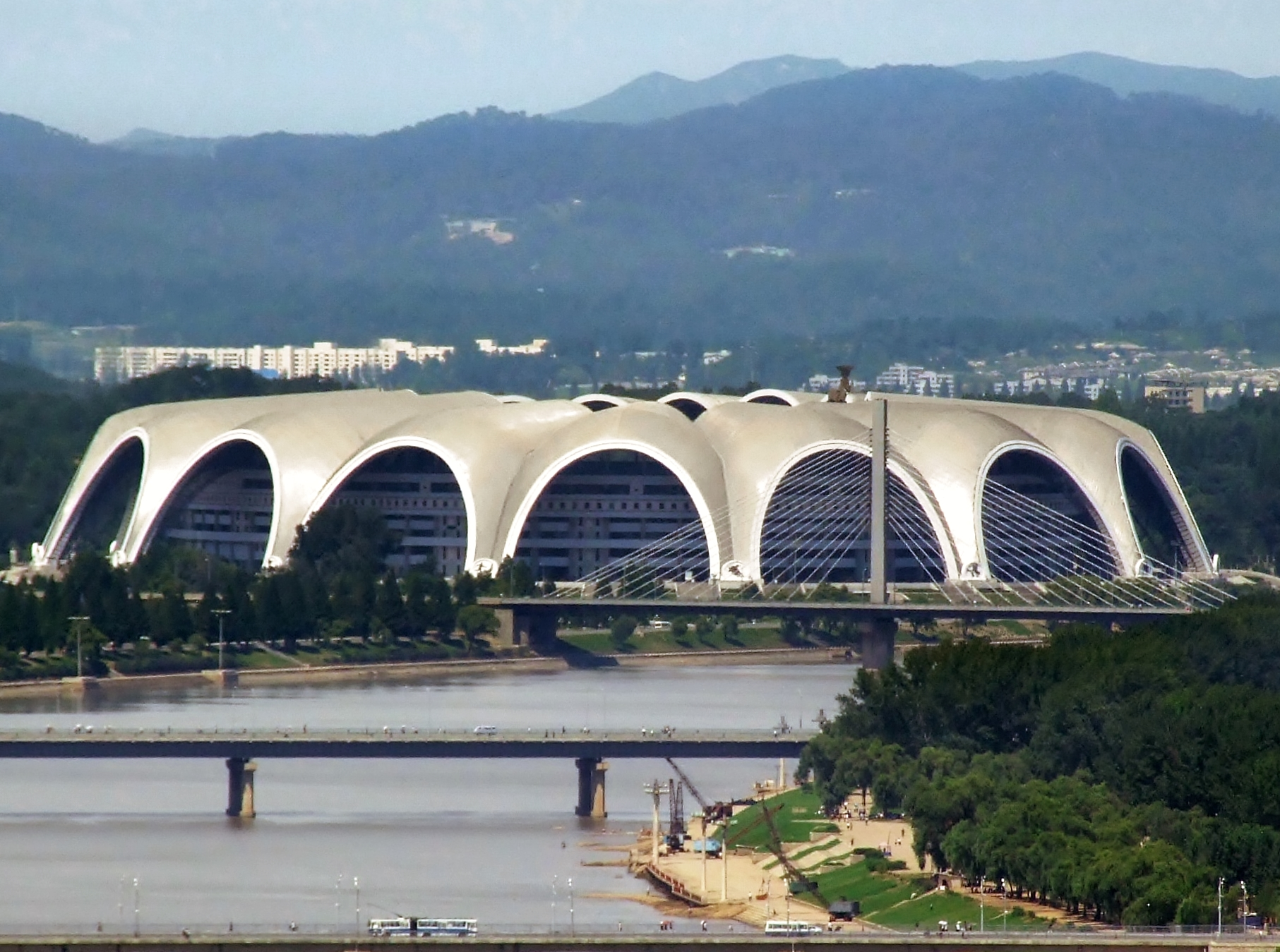
ورزشگاه می دی دومین ورزشگاه بزرگ در جهان